# Torneo Regional 1983-84
El Torneo Regional 1983-84 fue la decimoctava edición de este torneo, organizado por el Consejo Federal de la Asociación del Fútbol Argentino. Su objetivo era clasificar 6 equipos para disputar el Campeonato Nacional 1984.

## Sistema de disputa
Se dividió a los 48 participantes en 6 zonas por cercanía geográfica, variando la cantidad de equipos de cada una. A su vez, las zonas estaban divididas en subzonas, cuyos ganadores se enfrentaron en una ronda final por un lugar en el Torneo Nacional 1984.

## Equipos participantes

### Distribución geográfica
| Región                           | Equipos |
| -------------------------------- | ------- |
| Provincia de Buenos Aires        | 22      |
| Provincia de Catamarca           | 2       |
| Provincia del Chaco              | 4       |
| Provincia del Chubut             | 3       |
| Provincia de Córdoba             | 1       |
| Provincia de Corrientes          | 3       |
| Provincia de Entre Ríos          | 5       |
| Provincia de Formosa             | 1       |
| Provincia de Jujuy               | 3       |
| Provincia de La Pampa            | 2       |
| Provincia de La Rioja            | 2       |
| Provincia de Mendoza             | 3       |
| Provincia de Misiones            | 3       |
| Provincia del Neuquén            | 1       |
| Provincia de Río Negro           | 2       |
| Provincia de Salta               | 2       |
| Provincia de San Juan            | 1       |
| Provincia de San Luis            | 2       |
| Provincia de Santa Cruz          | 2       |
| Provincia de Santa Fe            | 8       |
| Provincia de Santiago del Estero | 2       |
| Provincia de Tierra del Fuego    | 0       |
| Provincia de Tucumán             | 1       |
| Total                            |         |

## Zona 1

### Subzona A

#### Tabla de posiciones final
| Pos. | Equipo                        | Pts. | PJ | PG | PE | PP | GF | GC | Dif. |
| ---- | ----------------------------- | ---- | -- | -- | -- | -- | -- | -- | ---- |
| 1.º  | Rivadavia (Lincoln)           | 14   | 8  | 6  | 2  | 0  | 15 | 1  | 14   |
| 2.º  | Paraná FC (San Pedro)         | 13   | 8  | 5  | 3  | 0  | 23 | 6  | 17   |
| 3.º  | Douglas Haig (Pergamino)      | 9    | 8  | 4  | 1  | 3  | 13 | 10 | 3    |
| 4.º  | Porteño (Colón)               | 2    | 9  | 1  | 0  | 8  | 6  | 22 | −16  |
| 5.º  | Atlético Paraná (San Nicolás) | 2    | 8  | 1  | 0  | 7  | 7  | 24 | −17  |

|  | Clasificado a la Ronda final Zona 1 |

#### Resultados
| Fecha 1                         | Fecha 1   | Fecha 1               | Fecha 1 | Fecha 1              | Fecha 1 |
| Local                           | Resultado | Visitante             | Estadio | Fecha                |         |
| ------------------------------- | --------- | --------------------- | ------- | -------------------- | ------- |
| Rivadavia (Lincoln)             | 3 - 0     | Paraná (San Nicolás)  | Lincoln | 16 de octubre (1983) |         |
| Porteño (Colón)                 | 1 - 3     | Paraná FC (San Pedro) | Colón   | 16 de octubre (1983) |         |
| Libre: Douglas Haig (Pergamino) |           |                       |         |                      |         |

| Fecha 2                | Fecha 2   | Fecha 2                  | Fecha 2     | Fecha 2              | Fecha 2 |
| Local                  | Resultado | Visitante                | Estadio     | Fecha                |         |
| ---------------------- | --------- | ------------------------ | ----------- | -------------------- | ------- |
| Paraná FC (San Pedro)  | 0 - 0     | Rivadavia (Lincoln)      | San Pedro   | 23 de octubre (1983) |         |
| Paraná (San Nicolás)   | 0 - 1     | Douglas Haig (Pergamino) | San Nicolás | 23 de octubre (1983) |         |
| Libre: Porteño (Colón) |           |                          |             |                      |         |

| Fecha 3                     | Fecha 3   | Fecha 3               | Fecha 3   | Fecha 3               | Fecha 3 |
| Local                       | Resultado | Visitante             | Estadio   | Fecha                 |         |
| --------------------------- | --------- | --------------------- | --------- | --------------------- | ------- |
| Douglas Haig (Pergamino)    | 1 - 1     | Paraná FC (San Pedro) | Pergamino | 6 de noviembre (1983) |         |
| Rivadavia (Lincoln)         | 1 - 0     | Porteño (Colón)       | Lincoln   | 6 de noviembre (1983) |         |
| Libre: Paraná (San Nicolás) |           |                       |           |                       |         |

| Fecha 4                    | Fecha 4   | Fecha 4                  | Fecha 4   | Fecha 4                | Fecha 4 |
| Local                      | Resultado | Visitante                | Estadio   | Fecha                  |         |
| -------------------------- | --------- | ------------------------ | --------- | ---------------------- | ------- |
| Porteño (Colón)            | 2 - 3     | Douglas Haig (Pergamino) | Colón     | 13 de noviembre (1983) |         |
| Paraná FC (San Pedro)      | 6 - 0     | Paraná (San Nicolás)     | San Pedro | 13 de noviembre (1983) |         |
| Libre: Rivadavia (Lincoln) |           |                          |           |                        |         |

| Fecha 5                      | Fecha 5   | Fecha 5             | Fecha 5     | Fecha 5                | Fecha 5 |
| Local                        | Resultado | Visitante           | Estadio     | Fecha                  |         |
| ---------------------------- | --------- | ------------------- | ----------- | ---------------------- | ------- |
| Paraná (San Nicolás)         | 1 - 2     | Porteño (Colón)     | San Nicolás | 20 de noviembre (1983) |         |
| Douglas Haig (Pergamino)     | 0 - 1     | Rivadavia (Lincoln) | Pergamino   | 20 de noviembre (1983) |         |
| Libre: Paraná FC (San Pedro) |           |                     |             |                        |         |

| Fecha 6                         | Fecha 6   | Fecha 6             | Fecha 6     | Fecha 6               | Fecha 6 |
| Local                           | Resultado | Visitante           | Estadio     | Fecha                 |         |
| ------------------------------- | --------- | ------------------- | ----------- | --------------------- | ------- |
| Paraná (San Nicolás)            | 0 - 2     | Rivadavia (Lincoln) | San Nicolás | 4 de diciembre (1983) |         |
| Paraná FC (San Pedro)           | 4 - 1     | Porteño (Colón)     | San Pedro   | 4 de diciembre (1983) |         |
| Libre: Douglas Haig (Pergamino) |           |                     |             |                       |         |

| Fecha 7                  | Fecha 7   | Fecha 7               | Fecha 7   | Fecha 7               | Fecha 7 |
| Local                    | Resultado | Visitante             | Estadio   | Fecha                 |         |
| ------------------------ | --------- | --------------------- | --------- | --------------------- | ------- |
| Rivadavia (Lincoln)      | 1 - 1     | Paraná FC (San Pedro) | Lincoln   | 8 de diciembre (1983) |         |
| Douglas Haig (Pergamino) | 3 - 0     | Paraná (San Nicolás)  | Pergamino | 8 de diciembre (1983) |         |
| Libre: Porteño (Colón)   |           |                       |           |                       |         |

| Fecha 8                     | Fecha 8   | Fecha 8                  | Fecha 8   | Fecha 8                | Fecha 8 |
| Local                       | Resultado | Visitante                | Estadio   | Fecha                  |         |
| --------------------------- | --------- | ------------------------ | --------- | ---------------------- | ------- |
| Paraná FC (San Pedro)       | 3 - 1     | Douglas Haig (Pergamino) | San Pedro | 11 de diciembre (1983) |         |
| Porteño (Colón)             | 0 - 4     | Rivadavia (Lincoln)      | Colón     | 11 de diciembre (1983) |         |
| Libre: Paraná (San Nicolás) |           |                          |           |                        |         |

| Fecha 9                    | Fecha 9   | Fecha 9               | Fecha 9     | Fecha 9                | Fecha 9 |
| Local                      | Resultado | Visitante             | Estadio     | Fecha                  |         |
| -------------------------- | --------- | --------------------- | ----------- | ---------------------- | ------- |
| Douglas Haig               | 1 - 0     | Porteño (Colón)       | Pergamino   | 18 de diciembre (1983) |         |
| Paraná (San Nicolás)       | 1 - 5     | Paraná FC (San Pedro) | San Nicolás | 18 de diciembre (1983) |         |
| Libre: Rivadavia (Lincoln) |           |                       |             |                        |         |

| Fecha 10                     | Fecha 10  | Fecha 10             | Fecha 10 | Fecha 10               | Fecha 10 |
| Local                        | Resultado | Visitante            | Estadio  | Fecha                  |          |
| ---------------------------- | --------- | -------------------- | -------- | ---------------------- | -------- |
| Porteño (Colón)              | 2 - 5     | Paraná (San Nicolás) | Colón    | 22 de diciembre (1983) |          |
| Rivadavia (Lincoln)          | 3 - 0     | Douglas Haig         | Lincoln  | 22 de diciembre (1983) |          |
| Libre: Paraná FC (San Pedro) |           |                      |          |                        |          |

### Subzona B

#### Tabla de posiciones final
| Pos. | Equipo                          | Pts. | PJ | PG | PE | PP | GF | GC | Dif. |
| ---- | ------------------------------- | ---- | -- | -- | -- | -- | -- | -- | ---- |
| 1.º  | Belgrano (Zárate)               | 16   | 10 | 7  | 2  | 1  | 25 | 8  | 17   |
| 2.º  | Vélez Sarsfield (Mercedes)      | 14   | 10 | 6  | 2  | 2  | 25 | 10 | 15   |
| 3.º  | Villarino (Chivilcoy)           | 13   | 10 | 6  | 1  | 3  | 24 | 18 | 6    |
| 4.º  | Juventus Juniors (Bragado)      | 11   | 10 | 4  | 3  | 3  | 19 | 15 | 4    |
| 5.º  | General San Martín (Los Hornos) | 4    | 10 | 1  | 2  | 7  | 9  | 30 | −21  |
| 6.º  | Juventud Unida (Campana)        | 2    | 10 | 0  | 2  | 8  | 10 | 31 | −21  |

|  | Clasificado a la Ronda final Zona 1 |

#### Resultados
| Fecha 1                    | Fecha 1   | Fecha 1                    | Fecha 1   | Fecha 1              | Fecha 1 |
| Local                      | Resultado | Visitante                  | Estadio   | Fecha                |         |
| -------------------------- | --------- | -------------------------- | --------- | -------------------- | ------- |
| Villarino (Chivilcoy)      | 0 - 2     | Belgrano (Zárate)          | Chivilcoy | 16 de octubre (1983) |         |
| Juventud Unida (Campana)   | 1 - 1     | Gral. San Martín (LP)      | Campana   | 16 de octubre (1983) |         |
| Juventus Juniors (Bragado) | 1 - 1     | Vélez Sarsfield (Mercedes) | Bragado   | 16 de octubre (1983) |         |

| Fecha 2                    | Fecha 2   | Fecha 2                    | Fecha 2  | Fecha 2              | Fecha 2 |
| Local                      | Resultado | Visitante                  | Estadio  | Fecha                |         |
| -------------------------- | --------- | -------------------------- | -------- | -------------------- | ------- |
| Belgrano (Zárate)          | 1 - 0     | Juventus Juniors (Bragado) | Zárate   | 23 de octubre (1983) |         |
| Gral. San Martín (LP)      | 1 - 6     | Villarino (Chivilcoy)      | La Plata | 23 de octubre (1983) |         |
| Vélez Sarsfield (Mercedes) | 4 - 1     | Juventud Unida (Campana)   | Mercedes | 23 de octubre (1983) |         |

| Fecha 3                  | Fecha 3   | Fecha 3                    | Fecha 3   | Fecha 3               | Fecha 3 |
| Local                    | Resultado | Visitante                  | Estadio   | Fecha                 |         |
| ------------------------ | --------- | -------------------------- | --------- | --------------------- | ------- |
| Villarino (Chivilcoy)    | 3 - 0     | Vélez Sarsfield (Mercedes) | Chivilcoy | 6 de noviembre (1983) |         |
| Gral. San Martín (LP)    | 2 - 0     | Belgrano (Zárate)          | La Plata  | 6 de noviembre (1983) |         |
| Juventud Unida (Campana) | 1 - 3     | Juventus Juniors (Bragado) | Campana   | 6 de noviembre (1983) |         |

| Fecha 4                    | Fecha 4   | Fecha 4                  | Fecha 4  | Fecha 4                | Fecha 4 |
| Local                      | Resultado | Visitante                | Estadio  | Fecha                  |         |
| -------------------------- | --------- | ------------------------ | -------- | ---------------------- | ------- |
| Belgrano (Zárate)          | 2 - 0     | Juventud Unida (Campana) | Zárate   | 13 de noviembre (1983) |         |
| Juventus Juniors (Bragado) | 1 - 2     | Villarino (Chivilcoy)    | Bragado  | 13 de noviembre (1983) |         |
| Vélez Sarsfield (Mercedes) | 2 - 0     | Gral. San Martín (LP)    | Mercedes | 13 de noviembre (1983) |         |

| Fecha 5                    | Fecha 5   | Fecha 5                    | Fecha 5   | Fecha 5                | Fecha 5 |
| Local                      | Resultado | Visitante                  | Estadio   | Fecha                  |         |
| -------------------------- | --------- | -------------------------- | --------- | ---------------------- | ------- |
| Vélez Sarsfield (Mercedes) | 1 - 2     | Belgrano (Zárate)          | Mercedes  | 20 de noviembre (1983) |         |
| Gral. San Martín (LP)      | 1 - 2     | Juventus Juniors (Bragado) | La Plata  | 20 de noviembre (1983) |         |
| Villarino (Chivilcoy)      | 5 - 2     | Juventud Unida             | Chivilcoy | 20 de noviembre (1983) |         |

| Fecha 6                    | Fecha 6   | Fecha 6                    | Fecha 6  | Fecha 6               | Fecha 6 |
| Local                      | Resultado | Visitante                  | Estadio  | Fecha                 |         |
| -------------------------- | --------- | -------------------------- | -------- | --------------------- | ------- |
| Belgrano (Zárate)          | 4 - 1     | Villarino (Chivilcoy)      | Zárate   | 4 de diciembre (1983) |         |
| Gral. San Martín (LP)      | 2 - 2     | Juventud Unida (Campana)   | La Plata | 4 de diciembre (1983) |         |
| Vélez Sarsfield (Mercedes) | 2 - 1     | Juventus Juniors (Bragado) | Mercedes | 4 de diciembre (1983) |         |

| Fecha 7                  | Fecha 7   | Fecha 7                    | Fecha 7   | Fecha 7               | Fecha 7 |
| Local                    | Resultado | Visitante                  | Estadio   | Fecha                 |         |
| ------------------------ | --------- | -------------------------- | --------- | --------------------- | ------- |
| Juventus Juniors         | 2 - 2     | Belgrano (Zárate)          | Bragado   | 8 de diciembre (1983) |         |
| Villarino (Chivilcoy)    | 3 - 1     | Gral. San Martín (LP)      | Chivilcoy | 8 de diciembre (1983) |         |
| Juventud Unida (Campana) | 0 - 3     | Vélez Sarsfield (Mercedes) | Campana   | 8 de diciembre (1983) |         |

| Fecha 8                    | Fecha 8   | Fecha 8                  | Fecha 8  | Fecha 8                | Fecha 8 |
| Local                      | Resultado | Visitante                | Estadio  | Fecha                  |         |
| -------------------------- | --------- | ------------------------ | -------- | ---------------------- | ------- |
| Vélez Sarsfield (Mercedes) | 4 - 0     | Villarino (Chivilcoy)    | Mercedes | 11 de diciembre (1983) |         |
| Belgrano (Zárate)          | 5 - 0     | Gral. San Martín (LP)    | Zárate   | 11 de diciembre (1983) |         |
| Juventus Juniors (Bragado) | 4 - 2     | Juventud Unida (Campana) | Bragado  | 11 de diciembre (1983) |         |

| Fecha 9                  | Fecha 9   | Fecha 9                    | Fecha 9   | Fecha 9                | Fecha 9 |
| Local                    | Resultado | Visitante                  | Estadio   | Fecha                  |         |
| ------------------------ | --------- | -------------------------- | --------- | ---------------------- | ------- |
| Juventud Unida (Campana) | 0 - 5     | Belgrano (Zárate)          | Campana   | 18 de diciembre (1983) |         |
| Villarino (Chivilcoy)    | 2 - 2     | Juventus Juniors (Bragado) | Chivilcoy | 18 de diciembre (1983) |         |
| Gral. San Martín (LP)    | 0 - 6     | Vélez Sarsfield (Mercedes) | La Plata  | 18 de diciembre (1983) |         |

| Fecha 10                   | Fecha 10  | Fecha 10                   | Fecha 10 | Fecha 10               | Fecha 10 |
| Local                      | Resultado | Visitante                  | Estadio  | Fecha                  |          |
| -------------------------- | --------- | -------------------------- | -------- | ---------------------- | -------- |
| Belgrano (Zárate)          | 2 - 2     | Vélez Sarsfield (Mercedes) | Zárate   | 22 de diciembre (1983) |          |
| Juventus Juniors (Bragado) | 3 - 1     | Gral. San Martín (LP)      | Bragado  | 22 de diciembre (1983) |          |
| Juventud Unida (Campana)   | 1 - 2     | Villarino (Chivilcoy)      | Campana  | 22 de diciembre (1983) |          |

### Subzona C

#### Tabla de posiciones final
| Pos. | Equipo                       | Pts. | PJ | PG | PE | PP | GF | GC | Dif. |
| ---- | ---------------------------- | ---- | -- | -- | -- | -- | -- | -- | ---- |
| 1.º  | Olimpo (Bahía Blanca)        | 16   | 8  | 8  | 0  | 0  | 27 | 6  | 21   |
| 2.º  | Loma Negra (Olavarría)       | 10   | 8  | 4  | 2  | 2  | 19 | 10 | 9    |
| 3.º  | Maderense (Francisco Madero) | 8    | 8  | 3  | 2  | 3  | 11 | 13 | −2   |
| 4.º  | Huracán (Tres Arroyos)       | 3    | 8  | 1  | 1  | 6  | 11 | 23 | −12  |
| 5.º  | Independiente (Daireaux)     | 3    | 8  | 1  | 1  | 6  | 7  | 23 | −16  |

|  | Clasificado a la Ronda final Zona 1 |

#### Resultados
| Fecha 1                       | Fecha 1   | Fecha 1                      | Fecha 1      | Fecha 1              | Fecha 1 |
| Local                         | Resultado | Visitante                    | Estadio      | Fecha                |         |
| ----------------------------- | --------- | ---------------------------- | ------------ | -------------------- | ------- |
| Independiente (Daireaux)      | 0 - 2     | Maderense (Francisco Madero) | Bolívar      | 16 de octubre (1983) |         |
| Olimpo (Bahía Blanca)         | 3 - 0     | Huracán (Tres Arroyos)       | Bahía Blanca | 16 de octubre (1983) |         |
| Libre: Loma Negra (Olavarría) |           |                              |              |                      |         |

| Fecha 2                      | Fecha 2   | Fecha 2                  | Fecha 2      | Fecha 2              | Fecha 2 |
| Local                        | Resultado | Visitante                | Estadio      | Fecha                |         |
| ---------------------------- | --------- | ------------------------ | ------------ | -------------------- | ------- |
| Maderense (Francisco Madero) | 1 - 1     | Loma Negra (Olavarría)   | Pehuajó      | 23 de octubre (1983) |         |
| Huracán (Tres Arroyos)       | 5 - 0     | Independiente (Daireaux) | Tres Arroyos | 23 de octubre (1983) |         |
| Libre: Olimpo (Bahía Blanca) |           |                          |              |                      |         |

| Fecha 3                             | Fecha 3   | Fecha 3                | Fecha 3   | Fecha 3               | Fecha 3 |
| Local                               | Resultado | Visitante              | Estadio   | Fecha                 |         |
| ----------------------------------- | --------- | ---------------------- | --------- | --------------------- | ------- |
| Loma Negra (Olavarría)              | 1 - 1     | Huracán (Tres Arroyos) | Olavarría | 6 de noviembre (1983) |         |
| Independiente (Daireaux)            | 1 - 3     | Olimpo (Bahía Blanca)  | Bolívar   | 6 de noviembre (1983) |         |
| Libre: Maderense (Francisco Madero) |           |                        |           |                       |         |

| Fecha 4                         | Fecha 4   | Fecha 4                      | Fecha 4      | Fecha 4                | Fecha 4 |
| Local                           | Resultado | Visitante                    | Estadio      | Fecha                  |         |
| ------------------------------- | --------- | ---------------------------- | ------------ | ---------------------- | ------- |
| Olimpo (Bahía Blanca)           | 2 - 1     | Loma Negra (Olavarría)       | Bahía Blanca | 13 de noviembre (1983) |         |
| Huracán (Tres Arroyos)          | 1 - 2     | Maderense (Francisco Madero) | Tres Arroyos | 13 de noviembre (1983) |         |
| Libre: Independiente (Daireaux) |           |                              |              |                        |         |

| Fecha 5                       | Fecha 5   | Fecha 5                  | Fecha 5 | Fecha 5                | Fecha 5 |
| Local                         | Resultado | Visitante                | Estadio | Fecha                  |         |
| ----------------------------- | --------- | ------------------------ | ------- | ---------------------- | ------- |
| Maderense (Francisco Madero)  | 0 - 2     | Olimpo (Bahía Blanca)    | Pehuajó | 20 de noviembre (1983) |         |
| Loma Negra (Olavarría)        | 5 - 1     | Independiente (Daireaux) | Pehuajó | 20 de noviembre (1983) |         |
| Libre: Huracán (Tres Arroyos) |           |                          |         |                        |         |

| Fecha 6                       | Fecha 6   | Fecha 6                  | Fecha 6      | Fecha 6               | Fecha 6 |
| Local                         | Resultado | Visitante                | Estadio      | Fecha                 |         |
| ----------------------------- | --------- | ------------------------ | ------------ | --------------------- | ------- |
| Maderense (Francisco Madero)  | 1 - 1     | Independiente (Daireaux) | Pehuajó      | 4 de diciembre (1983) |         |
| Huracán (Tres Arroyos)        | 1 - 6     | Olimpo (Bahía Blanca)    | Tres Arroyos | 4 de diciembre (1983) |         |
| Libre: Loma Negra (Olavarría) |           |                          |              |                       |         |

| Fecha 7                      | Fecha 7   | Fecha 7                      | Fecha 7   | Fecha 7               | Fecha 7 |
| Local                        | Resultado | Visitante                    | Estadio   | Fecha                 |         |
| ---------------------------- | --------- | ---------------------------- | --------- | --------------------- | ------- |
| Loma Negra (Olavarría)       | 2 - 1     | Maderense (Francisco Madero) | Olavarría | 8 de diciembre (1983) |         |
| Independiente (Daireaux)     | 1 - 0     | Huracán (Tres Arroyos)       | Bolívar   | 8 de diciembre (1983) |         |
| Libre: Olimpo (Bahía Blanca) |           |                              |           |                       |         |

| Fecha 8                             | Fecha 8   | Fecha 8                  | Fecha 8      | Fecha 8                | Fecha 8 |
| Local                               | Resultado | Visitante                | Estadio      | Fecha                  |         |
| ----------------------------------- | --------- | ------------------------ | ------------ | ---------------------- | ------- |
| Huracán (Tres Arroyos)              | 1 - 6     | Loma Negra (Olavarría)   | Tres Arroyos | 11 de diciembre (1983) |         |
| Olimpo (Bahía Blanca)               | 5 - 2     | Independiente (Daireaux) | Bahía Blanca | 11 de diciembre (1983) |         |
| Libre: Maderense (Francisco Madero) |           |                          |              |                        |         |

| Fecha 9                         | Fecha 9   | Fecha 9                | Fecha 9   | Fecha 9                | Fecha 9 |
| Local                           | Resultado | Visitante              | Estadio   | Fecha                  |         |
| ------------------------------- | --------- | ---------------------- | --------- | ---------------------- | ------- |
| Loma Negra (Olavarría)          | 1 - 2     | Olimpo (Bahía Blanca)  | Olavarría | 18 de diciembre (1983) |         |
| Maderense (Francisco Madero)    | 4 - 2     | Huracán (Tres Arroyos) | Pehuajó   | 18 de diciembre (1983) |         |
| Libre: Independiente (Daireaux) |           |                        |           |                        |         |

| Fecha 10                      | Fecha 10  | Fecha 10                     | Fecha 10     | Fecha 10               | Fecha 10 |
| Local                         | Resultado | Visitante                    | Estadio      | Fecha                  |          |
| ----------------------------- | --------- | ---------------------------- | ------------ | ---------------------- | -------- |
| Olimpo (Bahía Blanca)         | 4 - 0     | Maderense (Francisco Madero) | Bahía Blanca | 22 de diciembre (1983) |          |
| Independiente (Daireaux)      | 1 - 2     | Loma Negra (Olavarría)       | Bolívar      | 22 de diciembre (1983) |          |
| Libre: Huracán (Tres Arroyos) |           |                              |              |                        |          |

### Subzona D

#### Tabla de posiciones final
| Pos. | Equipo                             | Pts. | PJ | PG | PE | PP | GF | GC | Dif. |
| ---- | ---------------------------------- | ---- | -- | -- | -- | -- | -- | -- | ---- |
| 1.º  | Racing (Gardey)                    | 12   | 8  | 5  | 2  | 1  | 23 | 13 | 10   |
| 2.º  | Villa del Parque (Necochea)        | 9    | 8  | 3  | 3  | 2  | 14 | 13 | 1    |
| 3.º  | Quilmes (Mar del Plata)            | 8    | 8  | 2  | 4  | 2  | 18 | 17 | 1    |
| 5.º  | Azul Athletic (Azul)               | 7    | 8  | 3  | 1  | 4  | 20 | 16 | 4    |
| 4.º  | Juventud Unida (General Madariaga) | 4    | 8  | 1  | 2  | 5  | 10 | 25 | −15  |

|  | Clasificado a la Ronda final Zona 1 |

#### Resultados
| Fecha 1                            | Fecha 1   | Fecha 1              | Fecha 1           | Fecha 1              | Fecha 1 |
| Local                              | Resultado | Visitante            | Estadio           | Fecha                |         |
| ---------------------------------- | --------- | -------------------- | ----------------- | -------------------- | ------- |
| Quilmes (Mar del Plata)            | 2 - 2     | Azul Athletic (Azul) | Mar del Plata     | 16 de octubre (1983) |         |
| Juventud Unida (General Madariaga) | 0 - 2     | Racing (Gardey)      | General Madariaga | 16 de octubre (1983) |         |
| Libre: Villa del Parque (Necochea) |           |                      |                   |                      |         |

| Fecha 2                                   | Fecha 2   | Fecha 2                     | Fecha 2 | Fecha 2              | Fecha 2 |
| Local                                     | Resultado | Visitante                   | Estadio | Fecha                |         |
| ----------------------------------------- | --------- | --------------------------- | ------- | -------------------- | ------- |
| Racing (Gardey)                           | 4 - 4     | Quilmes (Mar del Plata)     | Tandil  | 23 de octubre (1983) |         |
| Azul Athletic (Azul)                      | 2 - 1     | Villa del Parque (Necochea) | Azul    | 23 de octubre (1983) |         |
| Libre: Juventud Unida (General Madariaga) |           |                             |         |                      |         |

| Fecha 3                     | Fecha 3   | Fecha 3                         | Fecha 3       | Fecha 3               | Fecha 3 |
| Local                       | Resultado | Visitante                       | Estadio       | Fecha                 |         |
| --------------------------- | --------- | ------------------------------- | ------------- | --------------------- | ------- |
| Villa del Parque (Necochea) | 2 - 2     | Racing (Gardey)                 | Necochea      | 6 de noviembre (1983) |         |
| Quilmes (Mar del Plata)     | 2 - 2     | Juventud Unida (Gral Madariaga) | Mar del Plata | 6 de noviembre (1983) |         |
| Libre: Azul Athletic (Azul) |           |                                 |               |                       |         |

| Fecha 4                            | Fecha 4   | Fecha 4                     | Fecha 4           | Fecha 4                | Fecha 4 |
| Local                              | Resultado | Visitante                   | Estadio           | Fecha                  |         |
| ---------------------------------- | --------- | --------------------------- | ----------------- | ---------------------- | ------- |
| Juventud Unida (General Madariaga) | 0 - 0     | Villa del Parque (Necochea) | General Madariaga | 13 de noviembre (1983) |         |
| Racing (Gardey)                    | 1 - 0     | Azul Athletic (Azul)        | Tandil            | 13 de noviembre (1983) |         |
| Libre: Quilmes (Mar del Plata)     |           |                             |                   |                        |         |

| Fecha 5                     | Fecha 5   | Fecha 5                            | Fecha 5  | Fecha 5                | Fecha 5 |
| Local                       | Resultado | Visitante                          | Estadio  | Fecha                  |         |
| --------------------------- | --------- | ---------------------------------- | -------- | ---------------------- | ------- |
| Azul Athletic (Azul)        | 6 - 0     | Juventud Unida (General Madariaga) | Azul     | 20 de noviembre (1983) |         |
| Villa del Parque (Necochea) | 3 - 1     | Quilmes (Mar del Plata)            | Necochea | 20 de noviembre (1983) |         |
| Libre: Racing (Gardey)      |           |                                    |          |                        |         |

| Fecha 6                            | Fecha 6   | Fecha 6                            | Fecha 6 | Fecha 6               | Fecha 6 |
| Local                              | Resultado | Visitante                          | Estadio | Fecha                 |         |
| ---------------------------------- | --------- | ---------------------------------- | ------- | --------------------- | ------- |
| Azul Athletic (Azul)               | 1 - 3     | Quilmes (Mar del Plata)            | Azul    | 4 de diciembre (1983) |         |
| Racing (Gardey)                    | 3 - 2     | Juventud Unida (General Madariaga) | Tandil  | 4 de diciembre (1983) |         |
| Libre: Villa del Parque (Necochea) |           |                                    |         |                       |         |

| Fecha 7                                   | Fecha 7   | Fecha 7              | Fecha 7       | Fecha 7               | Fecha 7 |
| Local                                     | Resultado | Visitante            | Estadio       | Fecha                 |         |
| ----------------------------------------- | --------- | -------------------- | ------------- | --------------------- | ------- |
| Quilmes (Mar del Plata)                   | 2 - 0     | Racing (Gardey)      | Mar del Plata | 8 de diciembre (1983) |         |
| Villa del Parque (Necochea)               | 2 - 1     | Azul Athletic (Azul) | Necochea      | 8 de diciembre (1983) |         |
| Libre: Juventud Unida (General Madariaga) |           |                      |               |                       |         |

| Fecha 8                            | Fecha 8   | Fecha 8                     | Fecha 8           | Fecha 8                | Fecha 8 |
| Local                              | Resultado | Visitante                   | Estadio           | Fecha                  |         |
| ---------------------------------- | --------- | --------------------------- | ----------------- | ---------------------- | ------- |
| Racing (Gardey)                    | 5 - 2     | Villa del Parque (Necochea) | Tandil            | 11 de diciembre (1983) |         |
| Juventud Unida (General Madariaga) | 4 - 2     | Quilmes (Mar del Plata)     | General Madariaga | 11 de diciembre (1983) |         |
| Libre: Azul Athletic (Azul)        |           |                             |                   |                        |         |

| Fecha 9                        | Fecha 9   | Fecha 9                            | Fecha 9  | Fecha 9                | Fecha 9 |
| Local                          | Resultado | Visitante                          | Estadio  | Fecha                  |         |
| ------------------------------ | --------- | ---------------------------------- | -------- | ---------------------- | ------- |
| Villa del Parque (Necochea)    | 3 - 1     | Juventud Unida (General Madariaga) | Necochea | 18 de diciembre (1983) |         |
| Azul Athletic (Azul)           | 1 - 6     | Racing (Gardey)                    | Azul     | 18 de diciembre (1983) |         |
| Libre: Quilmes (Mar del Plata) |           |                                    |          |                        |         |

| Fecha 10                           | Fecha 10  | Fecha 10                    | Fecha 10          | Fecha 10               | Fecha 10 |
| Local                              | Resultado | Visitante                   | Estadio           | Fecha                  |          |
| ---------------------------------- | --------- | --------------------------- | ----------------- | ---------------------- | -------- |
| Juventud Unida (General Madariaga) | 1 - 7     | Azul Athletic (Azul)        | General Madariaga | 22 de diciembre (1983) |          |
| Quilmes (Mar del Plata)            | 1 - 1     | Villa del Parque (Necochea) | Mar del Plata     | 22 de diciembre (1983) |          |
| Libre: Racing (Gardey)             |           |                             |                   |                        |          |

### Ronda final

#### Tabla de posiciones final
| Pos. | Equipo                | Pts. | PJ | PG | PE | PP | GF | GC | Dif. |
| ---- | --------------------- | ---- | -- | -- | -- | -- | -- | -- | ---- |
| 1.º  | Olimpo (Bahía Blanca) | 8    | 6  | 4  | 0  | 2  | 18 | 8  | 10   |
| 2.º  | Rivadavia (Lincoln)   | 8    | 6  | 3  | 2  | 1  | 14 | 11 | 3    |
| 3.º  | Racing (Gardey)       | 7    | 6  | 3  | 1  | 2  | 9  | 9  | 0    |
| 4.º  | Belgrano (Zárate)     | 1    | 6  | 0  | 1  | 5  | 7  | 20 | −13  |

|  | Clasificado al Campeonato Nacional 1984 |

#### Resultados
| Fecha 1             | Fecha 1   | Fecha 1               | Fecha 1 | Fecha 1    | Fecha 1 |
| Local               | Resultado | Visitante             | Estadio | Fecha      |         |
| ------------------- | --------- | --------------------- | ------- | ---------- | ------- |
| Racing (Gardey)     | 1 - 0     | Olimpo (Bahía Blanca) | Tandil  | 8 de enero |         |
| Rivadavia (Lincoln) | 4 - 3     | Belgrano (Zárate)     | Lincoln | 8 de enero |         |

| Fecha 2               | Fecha 2   | Fecha 2             | Fecha 2      | Fecha 2     | Fecha 2 |
| Local                 | Resultado | Visitante           | Estadio      | Fecha       |         |
| --------------------- | --------- | ------------------- | ------------ | ----------- | ------- |
| Olimpo (Bahía Blanca) | 3 - 2     | Rivadavia (Lincoln) | Bahía Blanca | 11 de enero |         |
| Belgrano (Zárate)     | 1 - 2     | Racing (Gardey)     | Zárate       | 11 de enero |         |

| Fecha 3           | Fecha 3   | Fecha 3               | Fecha 3 | Fecha 3     | Fecha 3 |
| Local             | Resultado | Visitante             | Estadio | Fecha       |         |
| ----------------- | --------- | --------------------- | ------- | ----------- | ------- |
| Belgrano (Zárate) | 0 - 4     | Olimpo (Bahía Blanca) | Zárate  | 15 de enero |         |
| Racing (Gardey)   | 1 - 1     | Rivadavia (Lincoln)   | Tandil  | 15 de enero |         |

| Fecha 4               | Fecha 4   | Fecha 4             | Fecha 4      | Fecha 4     | Fecha 4 |
| Local                 | Resultado | Visitante           | Estadio      | Fecha       |         |
| --------------------- | --------- | ------------------- | ------------ | ----------- | ------- |
| Olimpo (Bahía Blanca) | 3 - 1     | Racing (Gardey)     | Bahía Blanca | 18 de enero |         |
| Belgrano (Zárate)     | 1 - 1     | Rivadavia (Lincoln) | Zárate       | 18 de enero |         |

| Fecha 5             | Fecha 5   | Fecha 5               | Fecha 5 | Fecha 5     | Fecha 5 |
| Local               | Resultado | Visitante             | Estadio | Fecha       |         |
| ------------------- | --------- | --------------------- | ------- | ----------- | ------- |
| Rivadavia (Lincoln) | 3 - 1     | Olimpo (Bahía Blanca) | Lincoln | 22 de enero |         |
| Racing (Gardey)     | 2 - 1     | Belgrano (Zárate)     | Tandil  | 22 de enero |         |

| Fecha 6               | Fecha 6   | Fecha 6           | Fecha 6      | Fecha 6     | Fecha 6 |
| Local                 | Resultado | Visitante         | Estadio      | Fecha       |         |
| --------------------- | --------- | ----------------- | ------------ | ----------- | ------- |
| Olimpo (Bahía Blanca) | 7 - 1     | Belgrano (Zárate) | Bahía Blanca | 29 de enero |         |
| Rivadavia (Lincoln)   | 3 - 2     | Racing (Gardey)   | Lincoln      | 29 de enero |         |

## Zona 2

### Subzona A

#### Tabla de posiciones final
| Pos. | Equipo                         | Pts. | PJ | PG | PE | PP | GF | GC | Dif. |
| ---- | ------------------------------ | ---- | -- | -- | -- | -- | -- | -- | ---- |
| 1.º  | Germinal (Rawson)              | 13   | 8  | 6  | 1  | 1  | 24 | 13 | 11   |
| 2.º  | Huracán (Comodoro Rivadavia)   | 8    | 8  | 4  | 0  | 4  | 16 | 14 | 2    |
| 3.º  | Tres de Fierro (Esquel)        | 8    | 8  | 3  | 2  | 3  | 13 | 17 | −4   |
| 4.º  | Estrella Norte (Caleta Olivia) | 6    | 8  | 3  | 0  | 5  | 13 | 21 | −8   |
| 5.º  | San Lorenzo (Río Gallegos)     | 3    | 8  | 1  | 1  | 6  | 10 | 15 | −5   |

|  | Clasificado a la Ronda final Zona 2 |

#### Resultados
| Fecha 1                           | Fecha 1   | Fecha 1                        | Fecha 1            | Fecha 1               | Fecha 1 |
| Local                             | Resultado | Visitante                      | Estadio            | Fecha                 |         |
| --------------------------------- | --------- | ------------------------------ | ------------------ | --------------------- | ------- |
| Huracán (Cro Rivadavia)           | 2 - 4     | Germinal (Rawson)              | Comodoro Rivadavia | 6 de noviembre (1983) |         |
| Tres de Fierro (Esquel)           | 1 - 3     | Estrella Norte (Caleta Olivia) | Esquel             | 6 de noviembre (1983) |         |
| Libre: San Lorenzo (Río Gallegos) |           |                                |                    |                       |         |

| Fecha 2                             | Fecha 2   | Fecha 2                    | Fecha 2       | Fecha 2                | Fecha 2 |
| Local                               | Resultado | Visitante                  | Estadio       | Fecha                  |         |
| ----------------------------------- | --------- | -------------------------- | ------------- | ---------------------- | ------- |
| Germinal (Rawson)                   | 3 - 0     | Tres de Fierro (Esquel)    | Rawson        | 13 de noviembre (1983) |         |
| Estrella Norte (Caleta Olivia)      | 2 - 1     | San Lorenzo (Río Gallegos) | Caleta Olivia | 13 de noviembre (1983) |         |
| Libre: Huracán (Comodoro Rivadavia) |           |                            |               |                        |         |

| Fecha 3                               | Fecha 3   | Fecha 3                 | Fecha 3      | Fecha 3                | Fecha 3 |
| Local                                 | Resultado | Visitante               | Estadio      | Fecha                  |         |
| ------------------------------------- | --------- | ----------------------- | ------------ | ---------------------- | ------- |
| San Lorenzo (Río Gallegos)            | 1 - 2     | Germinal (Rawson)       | Río Gallegos | 20 de noviembre (1983) |         |
| Tres de Fierro (Esquel)               | 3 - 2     | Huracán (Cro Rivadavia) | Esquel       | 20 de noviembre (1983) |         |
| Libre: Estrella Norte (Caleta Olivia) |           |                         |              |                        |         |

| Fecha 4                        | Fecha 4   | Fecha 4                        | Fecha 4            | Fecha 4               | Fecha 4 |
| Local                          | Resultado | Visitante                      | Estadio            | Fecha                 |         |
| ------------------------------ | --------- | ------------------------------ | ------------------ | --------------------- | ------- |
| Huracán (Comodoro Rivadavia)   | 3 - 1     | San Lorenzo (Río Gallegos)     | Comodoro Rivadavia | 4 de diciembre (1983) |         |
| Germinal (Rawson)              | 5 - 3     | Estrella Norte (Caleta Olivia) | Rawson             | 4 de diciembre (1983) |         |
| Libre: Tres de Fierro (Esquel) |           |                                |                    |                       |         |

| Fecha 5                        | Fecha 5   | Fecha 5                      | Fecha 5       | Fecha 5               | Fecha 5 |
| Local                          | Resultado | Visitante                    | Estadio       | Fecha                 |         |
| ------------------------------ | --------- | ---------------------------- | ------------- | --------------------- | ------- |
| Estrella Norte (Caleta Olivia) | 1 - 2     | Huracán (Comodoro Rivadavia) | Caleta Olivia | 8 de diciembre (1983) |         |
| San Lorenzo (Río Gallegos)     | 2 - 1     | Tres de Fierro (Esquel)      | Río Gallegos  | 8 de diciembre (1983) |         |
| Libre: Germinal (Rawson)       |           |                              |               |                       |         |

| Fecha 6                           | Fecha 6   | Fecha 6                      | Fecha 6       | Fecha 6                | Fecha 6 |
| Local                             | Resultado | Visitante                    | Estadio       | Fecha                  |         |
| --------------------------------- | --------- | ---------------------------- | ------------- | ---------------------- | ------- |
| Germinal (Rawson)                 | 2 - 0     | Huracán (Comodoro Rivadavia) | Rawson        | 11 de diciembre (1983) |         |
| Estrella Norte (Caleta Olivia)    | 1 - 2     | Tres de Fierro (Esquel)      | Caleta Olivia | 11 de diciembre (1983) |         |
| Libre: San Lorenzo (Río Gallegos) |           |                              |               |                        |         |

| Fecha 7                             | Fecha 7   | Fecha 7                        | Fecha 7      | Fecha 7                | Fecha 7 |
| Local                               | Resultado | Visitante                      | Estadio      | Fecha                  |         |
| ----------------------------------- | --------- | ------------------------------ | ------------ | ---------------------- | ------- |
| Tres de Fierro (Esquel)             | 2 - 2     | Germinal (Rawson)              | Esquel       | 18 de diciembre (1983) |         |
| San Lorenzo (Río Gallegos)          | 1 - 0     | Estrella Norte (Caleta Olivia) | Río Gallegos | 18 de diciembre (1983) |         |
| Libre: Huracán (Comodoro Rivadavia) |           |                                |              |                        |         |

| Fecha 8                               | Fecha 8   | Fecha 8                    | Fecha 8            | Fecha 8                | Fecha 8 |
| Local                                 | Resultado | Visitante                  | Estadio            | Fecha                  |         |
| ------------------------------------- | --------- | -------------------------- | ------------------ | ---------------------- | ------- |
| Germinal (Rawson)                     | 3 - 1     | San Lorenzo (Río Gallegos) | Rawson             | 22 de diciembre (1983) |         |
| Huracán (Comodoro Rivadavia)          | 4 - 1     | Tres de Fierro (Esquel)    | Comodoro Rivadavia | 22 de diciembre (1983) |         |
| Libre: Estrella Norte (Caleta Olivia) |           |                            |                    |                        |         |

| Fecha 9                        | Fecha 9   | Fecha 9                      | Fecha 9       | Fecha 9    | Fecha 9 |
| Local                          | Resultado | Visitante                    | Estadio       | Fecha      |         |
| ------------------------------ | --------- | ---------------------------- | ------------- | ---------- | ------- |
| San Lorenzo (Río Gallegos)     | 4 - 1     | Huracán (Comodoro Rivadavia) | Río Gallegos  | 8 de enero |         |
| Estrella Norte (Caleta Olivia) | 4 - 3     | Germinal (Rawson)            | Caleta Olivia | 8 de enero |         |
| Libre: Tres de Fierro (Esquel) |           |                              |               |            |         |

| Fecha 10                     | Fecha 10  | Fecha 10                       | Fecha 10           | Fecha 10    | Fecha 10 |
| Local                        | Resultado | Visitante                      | Estadio            | Fecha       |          |
| ---------------------------- | --------- | ------------------------------ | ------------------ | ----------- | -------- |
| Huracán (Comodoro Rivadavia) | 6 - 0     | Estrella Norte (Caleta Olivia) | Comodoro Rivadavia | 15 de enero |          |
| Tres de Fierro (Esquel)      | 3 - 1     | San Lorenzo (Río Gallegos)     | Esquel             | 15 de enero |          |
| Libre: Germinal (Rawson)     |           |                                |                    |             |          |

### Subzona B

#### Tabla de posiciones final
| Pos. | Equipo                              | Pts. | PJ | PG | PE | PP | GF | GC | Dif. |
| ---- | ----------------------------------- | ---- | -- | -- | -- | -- | -- | -- | ---- |
| 1.º  | Ferro (General Pico)                | 17   | 10 | 7  | 3  | 0  | 20 | 6  | 14   |
| 2.º  | All Boys (Santa Rosa)               | 16   | 10 | 7  | 2  | 1  | 19 | 7  | 12   |
| 3.º  | Cipolletti                          | 8    | 10 | 3  | 2  | 5  | 12 | 10 | 2    |
| 4.º  | Independiente (Neuquén)             | 7    | 10 | 2  | 3  | 5  | 11 | 8  | 3    |
| 5.º  | Boca Juniors (Bariloche)            | 7    | 10 | 3  | 1  | 6  | 10 | 27 | −17  |
| 6.º  | Jorge Newbery (Carmen de Patagones) | 5    | 10 | 1  | 3  | 6  | 10 | 24 | −14  |

|  | Clasificado a la Ronda final Zona 2 |

#### Resultados
| Fecha 1                             | Fecha 1   | Fecha 1               | Fecha 1             | Fecha 1               | Fecha 1 |
| Local                               | Resultado | Visitante             | Estadio             | Fecha                 |         |
| ----------------------------------- | --------- | --------------------- | ------------------- | --------------------- | ------- |
| Boca Juniors (Bariloche)            | 1 - 2     | Ferro (General Pico)  | Bariloche           | 6 de noviembre (1983) |         |
| Independiente (Nqn)                 | 0 - 0     | All Boys (Santa Rosa) | Neuquén             | 6 de noviembre (1983) |         |
| Jorge Newbery (Carmen de Patagones) | 2 - 2     | Cipolletti            | Carmen de Patagones | 6 de noviembre (1983) |         |

| Fecha 2               | Fecha 2   | Fecha 2                             | Fecha 2      | Fecha 2                | Fecha 2 |
| Local                 | Resultado | Visitante                           | Estadio      | Fecha                  |         |
| --------------------- | --------- | ----------------------------------- | ------------ | ---------------------- | ------- |
| Ferro (General Pico)  | 3 - 1     | Independiente (Nqn)                 | General Pico | 13 de noviembre (1983) |         |
| All Boys (Santa Rosa) | 5 - 2     | Jorge Newbery (Carmen de Patagones) | Santa Rosa   | 13 de noviembre (1983) |         |
| Cipolletti            | 3 - 0     | Boca Juniors (Bariloche)            | Cipolletti   | 13 de noviembre (1983) |         |

| Fecha 3                             | Fecha 3   | Fecha 3               | Fecha 3             | Fecha 3                | Fecha 3 |
| Local                               | Resultado | Visitante             | Estadio             | Fecha                  |         |
| ----------------------------------- | --------- | --------------------- | ------------------- | ---------------------- | ------- |
| Cipolletti                          | 0 - 0     | Ferro (General Pico)  | Cipolletti          | 20 de noviembre (1983) |         |
| Boca Juniors (Bariloche)            | 1 - 2     | All Boys (Santa Rosa) | Bariloche           | 20 de noviembre (1983) |         |
| Jorge Newbery (Carmen de Patagones) | 1 - 1     | Independiente (Nqn)   | Carmen de Patagones | 20 de noviembre (1983) |         |

| Fecha 4               | Fecha 4   | Fecha 4                             | Fecha 4      | Fecha 4               | Fecha 4 |
| Local                 | Resultado | Visitante                           | Estadio      | Fecha                 |         |
| --------------------- | --------- | ----------------------------------- | ------------ | --------------------- | ------- |
| Ferro (General Pico)  | 2 - 1     | Jorge Newbery (Carmen de Patagones) | General Pico | 4 de diciembre (1983) |         |
| Independiente (Nqn)   | 5 - 1     | Boca Juniors (Bariloche)            | Neuquén      | 4 de diciembre (1983) |         |
| All Boys (Santa Rosa) | 2 - 1     | Cipolletti                          | Santa Rosa   | 4 de diciembre (1983) |         |

| Fecha 5                  | Fecha 5   | Fecha 5                             | Fecha 5    | Fecha 5               | Fecha 5 |
| Local                    | Resultado | Visitante                           | Estadio    | Fecha                 |         |
| ------------------------ | --------- | ----------------------------------- | ---------- | --------------------- | ------- |
| All Boys (Santa Rosa)    | 1 - 1     | Ferro (General Pico)                | Santa Rosa | 8 de diciembre (1983) |         |
| Cipolletti               | 1 - 2     | Independiente (Nqn)                 | Cipolletti | 8 de diciembre (1983) |         |
| Boca Juniors (Bariloche) | 3 - 1     | Jorge Newbery (Carmen de Patagones) | Bariloche  | 8 de diciembre (1983) |         |

| Fecha 6               | Fecha 6   | Fecha 6                             | Fecha 6      | Fecha 6                | Fecha 6 |
| Local                 | Resultado | Visitante                           | Estadio      | Fecha                  |         |
| --------------------- | --------- | ----------------------------------- | ------------ | ---------------------- | ------- |
| Ferro (General Pico)  | 6 - 1     | Boca Juniors (Bariloche)            | General Pico | 11 de diciembre (1983) |         |
| All Boys (Santa Rosa) | 0 - 0     | Independiente (Nqn)                 | Santa Rosa   | 11 de diciembre (1983) |         |
| Cipolletti            | 4 - 0     | Jorge Newbery (Carmen de Patagones) | Cipolletti   | 11 de diciembre (1983) |         |

| Fecha 7                             | Fecha 7   | Fecha 7               | Fecha 7             | Fecha 7                | Fecha 7 |
| Local                               | Resultado | Visitante             | Estadio             | Fecha                  |         |
| ----------------------------------- | --------- | --------------------- | ------------------- | ---------------------- | ------- |
| Independiente (Nqn)                 | 1 - 1     | Ferro (General Pico)  | Neuquén             | 18 de diciembre (1983) |         |
| Jorge Newbery (Carmen de Patagones) | 1 - 2     | All Boys (Santa Rosa) | Carmen de Patagones | 18 de diciembre (1983) |         |
| Boca Juniors (Bariloche)            | 2 - 1     | Cipolletti            | Bariloche           | 18 de diciembre (1983) |         |

| Fecha 8               | Fecha 8   | Fecha 8                             | Fecha 8      | Fecha 8                | Fecha 8 |
| Local                 | Resultado | Visitante4                          | Estadio      | Fecha                  |         |
| --------------------- | --------- | ----------------------------------- | ------------ | ---------------------- | ------- |
| Ferro (General Pico)  | 1 - 0     | Cipolletti                          | General Pico | 22 de diciembre (1983) |         |
| All Boys (Santa Rosa) | 6 - 0     | Boca Juniors (Bariloche)            | Santa Rosa   | 22 de diciembre (1983) |         |
| Independiente (Nqn)   | [ n. 1 ]  | Jorge Newbery (Carmen de Patagones) | Villa Regina | 22 de diciembre (1983) |         |

| Fecha 9                             | Fecha 9   | Fecha 9               | Fecha 9             | Fecha 9    | Fecha 9 |
| Local                               | Resultado | Visitante             | Estadio             | Fecha      |         |
| ----------------------------------- | --------- | --------------------- | ------------------- | ---------- | ------- |
| Jorge Newbery (Carmen de Patagones) | 0 - 3     | Ferro (General Pico)  | Carmen de Patagones | 8 de enero |         |
| Boca Juniors (Bariloche)            | [ n. 1 ]  | Independiente (Nqn)   | Bariloche           | 8 de enero |         |
| Cipolletti                          | 0 - 1     | All Boys (Santa Rosa) | Cipolletti          | 8 de enero |         |

| Fecha 10                            | Fecha 10  | Fecha 10                 | Fecha 10            | Fecha 10    | Fecha 10 |
| Local                               | Resultado | Visitante                | Estadio             | Fecha       |          |
| ----------------------------------- | --------- | ------------------------ | ------------------- | ----------- | -------- |
| Ferro (General Pico)                | 1 - 0     | All Boys (Santa Rosa)    | General Pico        | 15 de enero |          |
| Jorge Newbery (Carmen de Patagones) | 1 - 1     | Boca Juniors (Bariloche) | Carmen de Patagones | 15 de enero |          |
| Independiente (Nqn)                 | [ n. 1 ]  | Cipolletti               | Villa Regina        | 15 de enero |          |

| 1. |

### Etapa final

#### Tabla de posiciones final
| Pos. | Equipo               | Pts. | PJ | PG | PE | PP | GF | GC | Dif. |
| ---- | -------------------- | ---- | -- | -- | -- | -- | -- | -- | ---- |
| 1.º  | Ferro (General Pico) | 3    | 2  | 1  | 1  | 0  | 2  | 1  | 1    |
| 2.º  | Germinal (Rawson)    | 1    | 2  | 0  | 1  | 1  | 1  | 2  | −1   |

|  | Clasificado al Campeonato Nacional 1984 |

| Final                | Final          | Final                | Final          | Final          | Final          | Final          | Final          | Final          | Final          | Final          | Final          |
| Partido de ida       | Partido de ida | Partido de ida       | Partido de ida | Partido de ida | Partido de ida | Partido de ida | Partido de ida | Partido de ida | Partido de ida | Partido de ida | Partido de ida |
| Local                | Resultado      | Visitante            | Sede           | Fecha          |                |                |                |                |                |                |                |
| -------------------- | -------------- | -------------------- | -------------- | -------------- | -------------- | -------------- | -------------- | -------------- | -------------- | -------------- | -------------- |
| Germinal (Rawson)    | 1 - 2          | Ferro (General Pico) | Trelew         | 22 de enero    |                |                |                |                |                |                |                |
| Partido de vuelta    |                |                      |                |                |                |                |                |                |                |                |                |
| Ferro (General Pico) | 0 - 0          | Germinal (Rawson)    | General Pico   | 29 de enero    |                |                |                |                |                |                |                |

## Zona 3

### Subzona A

#### Tabla de posiciones final
| Pos. | Equipo                                  | Pts. | PJ | PG | PE | PP | GF | GC | Dif. |
| ---- | --------------------------------------- | ---- | -- | -- | -- | -- | -- | -- | ---- |
| 1.º  | Sportivo Pedal (San Rafael)             | 12   | 8  | 5  | 2  | 1  | 12 | 7  | 5    |
| 2.º  | Juventud Unida Universitario (San Luis) | 10   | 8  | 4  | 2  | 2  | 14 | 6  | 8    |
| 3.º  | San Martín (Mendoza)                    | 8    | 7  | 3  | 2  | 2  | 15 | 12 | 3    |
| 4.º  | Alianza Futbolística (Villa Mercedes)   | 6    | 8  | 2  | 2  | 4  | 10 | 20 | −10  |
| 5.º  | Pacífico (General Alvear)               | 4    | 8  | 1  | 2  | 5  | 10 | 16 | −6   |

|  | Clasificado a la Ronda final Zona 3 |

#### Resultados
| Fecha 1                                      | Fecha 1   | Fecha 1        | Fecha 1        | Fecha 1               | Fecha 1 |
| Local                                        | Resultado | Visitante      | Estadio        | Fecha                 |         |
| -------------------------------------------- | --------- | -------------- | -------------- | --------------------- | ------- |
| Pacífico (General Alvear)                    | 1 - 1     | San Martín     | General Alvear | 6 de noviembre (1983) |         |
| Juventud Unida Universitario (San Luis)      | 2 - 0     | Sportivo Pedal | San Luis       | 6 de noviembre (1983) |         |
| Libre: Alianza Futbolística (Villa Mercedes) |           |                |                |                       |         |

| Fecha 2                     | Fecha 2   | Fecha 2                               | Fecha 2    | Fecha 2                | Fecha 2 |
| Local                       | Resultado | Visitante                             | Estadio    | Fecha                  |         |
| --------------------------- | --------- | ------------------------------------- | ---------- | ---------------------- | ------- |
| Sportivo Pedal (San Rafael) | 1 - 0     | Alianza Futbolística (Villa Mercedes) | San Rafael | 13 de noviembre (1983) |         |
| San Martín                  | 1 - 0     | Juventud Unida Universitario          | San Martín | 13 de noviembre (1983) |         |
| Libre: Pacífico             |           |                                       |            |                        |         |

| Fecha 3                      | Fecha 3   | Fecha 3    | Fecha 3        | Fecha 3                | Fecha 3 |
| Local                        | Resultado | Visitante  | Estadio        | Fecha                  |         |
| ---------------------------- | --------- | ---------- | -------------- | ---------------------- | ------- |
| Alianza Futbolística         | 3 - 1     | San Martín | Villa Mercedes | 20 de noviembre (1983) |         |
| Juventud Unida Universitario | 0 - 1     | Pacífico   | San Luis       | 20 de noviembre (1983) |         |
| Libre: Sportivo Pedal        |           |            |                |                        |         |

| Fecha 4                             | Fecha 4   | Fecha 4              | Fecha 4        | Fecha 4               | Fecha 4 |
| Local                               | Resultado | Visitante            | Estadio        | Fecha                 |         |
| ----------------------------------- | --------- | -------------------- | -------------- | --------------------- | ------- |
| San Martín                          | 1 - 1     | Sportivo Pedal       | San Martín     | 4 de diciembre (1983) |         |
| Pacífico                            | 3 - 3     | Alianza Futbolística | General Alvear | 4 de diciembre (1983) |         |
| Libre: Juventud Unida Universitario |           |                      |                |                       |         |

| Fecha 5              | Fecha 5   | Fecha 5                      | Fecha 5        | Fecha 5               | Fecha 5 |
| Local                | Resultado | Visitante                    | Estadio        | Fecha                 |         |
| -------------------- | --------- | ---------------------------- | -------------- | --------------------- | ------- |
| Sportivo Pedal       | 2 - 1     | Pacífico                     | San Rafael     | 8 de diciembre (1983) |         |
| Alianza Futbolística | 1 - 1     | Juventud Unida Universitario | Villa Mercedes | 8 de diciembre (1983) |         |
| Libre: San Martín    |           |                              |                |                       |         |

| Fecha 6                     | Fecha 6   | Fecha 6                      | Fecha 6    | Fecha 6                | Fecha 6 |
| Local                       | Resultado | Visitante                    | Estadio    | Fecha                  |         |
| --------------------------- | --------- | ---------------------------- | ---------- | ---------------------- | ------- |
| San Martín                  | 2 - 1     | Pacífico                     | San Martín | 11 de diciembre (1983) |         |
| Sportivo Pedal              | 1 - 1     | Juventud Unida Universitario | San Rafael | 11 de diciembre (1983) |         |
| Libre: Alianza Futbolística |           |                              |            |                        |         |

| Fecha 7                      | Fecha 7   | Fecha 7        | Fecha 7        | Fecha 7                | Fecha 7 |
| Local                        | Resultado | Visitante      | Estadio        | Fecha                  |         |
| ---------------------------- | --------- | -------------- | -------------- | ---------------------- | ------- |
| Alianza Futbolística         | 0 - 1     | Sportivo Pedal | Villa Mercedes | 18 de diciembre (1983) |         |
| Juventud Unida Universitario | 4 - 1     | San Martín     | San Luis       | 18 de diciembre (1983) |         |
| Libre: Pacífico              |           |                |                |                        |         |

| Fecha 8               | Fecha 8   | Fecha 8                      | Fecha 8        | Fecha 8                | Fecha 8 |
| Local                 | Resultado | Visitante                    | Estadio        | Fecha                  |         |
| --------------------- | --------- | ---------------------------- | -------------- | ---------------------- | ------- |
| San Martín            | 8 - 0     | Alianza Futbolística         | San Martín     | 22 de diciembre (1983) |         |
| Pacífico              | 0 - 2     | Juventud Unida Universitario | General Alvear | 22 de diciembre (1983) |         |
| Libre: Sportivo Pedal |           |                              |                |                        |         |

| Fecha 9                             | Fecha 9   | Fecha 9    | Fecha 9        | Fecha 9    | Fecha 9 |
| Local                               | Resultado | Visitante  | Estadio        | Fecha      |         |
| ----------------------------------- | --------- | ---------- | -------------- | ---------- | ------- |
| Sportivo Pedal                      | 2 - 0     | San Martín | San Rafael     | 8 de enero |         |
| Alianza Futbolística                | 2 - 0     | Pacífico   | Villa Mercedes | 8 de enero |         |
| Libre: Juventud Unida Universitario |           |            |                |            |         |

| Fecha 10                     | Fecha 10  | Fecha 10             | Fecha 10       | Fecha 10    | Fecha 10 |
| Local                        | Resultado | Visitante            | Estadio        | Fecha       |          |
| ---------------------------- | --------- | -------------------- | -------------- | ----------- | -------- |
| Pacífico                     | 2 - 4     | Sportivo Pedal       | General Alvear | 15 de enero |          |
| Juventud Unida Universitario | 4 - 0     | Alianza Futbolística | San Luis       | 15 de enero |          |
| Libre: San Martín            |           |                      |                |             |          |

### Subzona B

#### Tabla de posiciones final
| Pos. | Equipo                         | Pts. | PJ | PG | PE | PP | GF | GC | Dif. |
| ---- | ------------------------------ | ---- | -- | -- | -- | -- | -- | -- | ---- |
| 1.º  | Estudiantes (Río Cuarto)       | 10   | 6  | 5  | 0  | 1  | 25 | 3  | 22   |
| 2.º  | Juventud Alianza (Santa Lucía) | 10   | 6  | 5  | 0  | 1  | 18 | 1  | 17   |
| 3.º  | Defensores de La Boca          | 3    | 6  | 1  | 1  | 4  | 5  | 20 | −15  |
| 4.º  | Atlético Chilecito             | 1    | 6  | 0  | 1  | 5  | 3  | 27 | −24  |

|  | Clasificado a la Ronda final Zona 3 |

#### Resultados
| Fecha 1               | Fecha 1   | Fecha 1            | Fecha 1  | Fecha 1               | Fecha 1 |
| Local                 | Resultado | Visitante          | Estadio  | Fecha                 |         |
| --------------------- | --------- | ------------------ | -------- | --------------------- | ------- |
| Juventud Alianza      | 1 - 0     | Estudiantes        | San Juan | 6 de noviembre (1983) |         |
| Defensores de La Boca | 0 - 0     | Atlético Chilecito | La Rioja | 6 de noviembre (1983) |         |

| Fecha 2          | Fecha 2   | Fecha 2               | Fecha 2    | Fecha 2                | Fecha 2 |
| Local            | Resultado | Visitante             | Estadio    | Fecha                  |         |
| ---------------- | --------- | --------------------- | ---------- | ---------------------- | ------- |
| Juventud Alianza | 3 - 0     | Atlético Chilecito    | San Juan   | 13 de noviembre (1983) |         |
| Estudiantes      | 3 - 0     | Defensores de La Boca | Río Cuarto | 13 de noviembre (1983) |         |

| Fecha 3               | Fecha 3   | Fecha 3          | Fecha 3   | Fecha 3                | Fecha 3 |
| Local                 | Resultado | Visitante        | Estadio   | Fecha                  |         |
| --------------------- | --------- | ---------------- | --------- | ---------------------- | ------- |
| Defensores de La Boca | 0 - 2     | Juventud Alianza | La Rioja  | 20 de noviembre (1983) |         |
| Atlético Chilecito    | 0 - 1     | Estudiantes      | Chilecito | 20 de noviembre (1983) |         |

| Fecha 4            | Fecha 4   | Fecha 4               | Fecha 4    | Fecha 4               | Fecha 4 |
| Local              | Resultado | Visitante             | Estadio    | Fecha                 |         |
| ------------------ | --------- | --------------------- | ---------- | --------------------- | ------- |
| Estudiantes        | 1 - 0     | Juventud Alianza      | Río Cuarto | 4 de diciembre (1983) |         |
| Atlético Chilecito | 2 - 4     | Defensores de La Boca | Chilecito  | 4 de diciembre (1983) |         |

| Fecha 5               | Fecha 5   | Fecha 5          | Fecha 5   | Fecha 5                | Fecha 5 |
| Local                 | Resultado | Visitante        | Estadio   | Fecha                  |         |
| --------------------- | --------- | ---------------- | --------- | ---------------------- | ------- |
| Defensores de La Boca | 1 - 4     | Estudiantes      | La Rioja  | 11 de diciembre (1983) |         |
| Atlético Chilecito    | 0 - 1     | Juventud Alianza | Chilecito | 11 de diciembre (1983) |         |

| Fecha 6          | Fecha 6   | Fecha 6               | Fecha 6    | Fecha 6                | Fecha 6 |
| Local            | Resultado | Visitante             | Estadio    | Fecha                  |         |
| ---------------- | --------- | --------------------- | ---------- | ---------------------- | ------- |
| Juventud Alianza | 9 - 0     | Defensores de La Boca | San Juan   | 18 de diciembre (1983) |         |
| Estudiantes      | 16 - 1    | Atlético Chilecito    | Río Cuarto | 18 de diciembre (1983) |         |

### Ronda final

#### Tabla de posiciones final
| Pos. | Equipo                      | Pts. | PJ | PG | PE | PP | GF | GC | Dif. |
| ---- | --------------------------- | ---- | -- | -- | -- | -- | -- | -- | ---- |
| 1.º  | Estudiantes (Río Cuarto)    | 3    | 2  | 1  | 1  | 0  | 4  | 1  | 3    |
| 2.º  | Sportivo Pedal (San Rafael) | 1    | 2  | 0  | 1  | 1  | 1  | 4  | −3   |

|  | Clasificado al Campeonato Nacional 1984 |

| Final             | Final          | Final          | Final          | Final          | Final          | Final          | Final          | Final          | Final          | Final          | Final          |
| Partido de ida    | Partido de ida | Partido de ida | Partido de ida | Partido de ida | Partido de ida | Partido de ida | Partido de ida | Partido de ida | Partido de ida | Partido de ida | Partido de ida |
| Local             | Resultado      | Visitante      | Sede           | Fecha          |                |                |                |                |                |                |                |
| ----------------- | -------------- | -------------- | -------------- | -------------- | -------------- | -------------- | -------------- | -------------- | -------------- | -------------- | -------------- |
| Sportivo Pedal    | 1 - 1          | Estudiantes    | San Rafael     | 22 de enero    |                |                |                |                |                |                |                |
| Partido de vuelta |                |                |                |                |                |                |                |                |                |                |                |
| Estudiantes       | 3 - 0          | Sportivo Pedal | Río Cuarto     | 27 de enero    |                |                |                |                |                |                |                |

## Zona 4

### Subzona A

#### Tabla de posiciones final
| Pos. | Equipo                                   | Pts. | PJ | PG | PE | PP | GF | GC | Dif. |
| ---- | ---------------------------------------- | ---- | -- | -- | -- | -- | -- | -- | ---- |
| 1.º  | Central Córdoba (Santiago del Estero)    | 12   | 8  | 4  | 4  | 0  | 14 | 7  | 7    |
| 2.º  | Juventud Unida de Santa Rosa (Catamarca) | 10   | 8  | 3  | 4  | 1  | 9  | 6  | 3    |
| 3.º  | San Martín (San Miguel de Tucumán)       | 9    | 8  | 3  | 3  | 2  | 16 | 7  | 9    |
| 4.º  | San Jorge (Añatuya)                      | 6    | 8  | 1  | 4  | 3  | 12 | 18 | −6   |
| 5.º  | Social Rojas (Santa Rosa, Catamarca)     | 3    | 8  | 0  | 3  | 5  | 11 | 24 | −13  |

|  | Clasificado a la Ronda final Zona 4 |

#### Resultados
| Fecha 1                     | Fecha 1   | Fecha 1         | Fecha 1               | Fecha 1               | Fecha 1 |
| Local                       | Resultado | Visitante       | Estadio               | Fecha                 |         |
| --------------------------- | --------- | --------------- | --------------------- | --------------------- | ------- |
| San Martín                  | 0 - 0     | Central Córdoba | San Miguel de Tucumán | 6 de noviembre (1983) |         |
| Juventud Unida (Santa Rosa) | 0 - 0     | San Jorge       | Santa Rosa            | 6 de noviembre (1983) |         |
| Libre: Social Rojas         |           |                 |                       |                       |         |

| Fecha 2                             | Fecha 2   | Fecha 2      | Fecha 2             | Fecha 2                | Fecha 2 |
| Local                               | Resultado | Visitante    | Estadio             | Fecha                  |         |
| ----------------------------------- | --------- | ------------ | ------------------- | ---------------------- | ------- |
| San Jorge                           | 1 - 2     | San Martín   | Añatuya             | 13 de noviembre (1983) |         |
| Central Córdoba                     | 3 - 2     | Social Rojas | Santiago del Estero | 13 de noviembre (1983) |         |
| Libre: Juventud Unida de Santa Rosa |           |              |                     |                        |         |

| Fecha 3                | Fecha 3   | Fecha 3                      | Fecha 3               | Fecha 3                | Fecha 3 |
| Local                  | Resultado | Visitante                    | Estadio               | Fecha                  |         |
| ---------------------- | --------- | ---------------------------- | --------------------- | ---------------------- | ------- |
| Social Rojas           | 2 - 2     | San Jorge                    | Valle Viejo           | 20 de noviembre (1983) |         |
| San Martín             | 1 - 2     | Juventud Unida de Santa Rosa | San Miguel de Tucumán | 20 de noviembre (1983) |         |
| Libre: Central Córdoba |           |                              |                       |                        |         |

| Fecha 4                      | Fecha 4   | Fecha 4         | Fecha 4    | Fecha 4               | Fecha 4 |
| Local                        | Resultado | Visitante       | Estadio    | Fecha                 |         |
| ---------------------------- | --------- | --------------- | ---------- | --------------------- | ------- |
| Juventud Unida de Santa Rosa | 1 - 1     | Social Rojas    | Santa Rosa | 4 de diciembre (1983) |         |
| San Jorge                    | 2 - 2     | Central Córdoba | Añatuya    | 4 de diciembre (1983) |         |
| Libre: San Martín            |           |                 |            |                       |         |

| Fecha 5          | Fecha 5   | Fecha 5                      | Fecha 5             | Fecha 5               | Fecha 5 |
| Local            | Resultado | Visitante                    | Estadio             | Fecha                 |         |
| ---------------- | --------- | ---------------------------- | ------------------- | --------------------- | ------- |
| Central Córdoba  | 2 - 0     | Juventud Unida de Santa Rosa | Santiago del Estero | 8 de diciembre (1983) |         |
| Social Rojas     | 2 - 2     | San Martín                   | Valle Viejo         | 8 de diciembre (1983) |         |
| Libre: San Jorge |           |                              |                     |                       |         |

| Fecha 6             | Fecha 6   | Fecha 6                      | Fecha 6             | Fecha 6                | Fecha 6 |
| Local               | Resultado | Visitante                    | Estadio             | Fecha                  |         |
| ------------------- | --------- | ---------------------------- | ------------------- | ---------------------- | ------- |
| Central Córdoba     | 1 - 1     | San Martín                   | Santiago del Estero | 11 de diciembre (1983) |         |
| San Jorge           | 1 - 1     | Juventud Unida de Santa Rosa | Añatuya             | 11 de diciembre (1983) |         |
| Libre: Social Rojas |           |                              |                     |                        |         |

| Fecha 7                             | Fecha 7   | Fecha 7         | Fecha 7               | Fecha 7                | Fecha 7 |
| Local                               | Resultado | Visitante       | Estadio               | Fecha                  |         |
| ----------------------------------- | --------- | --------------- | --------------------- | ---------------------- | ------- |
| San Martín                          | 3 - 0     | San Jorge       | San Miguel de Tucumán | 18 de diciembre (1983) |         |
| Social Rojas                        | 0 - 1     | Central Córdoba | Valle Viejo           | 18 de diciembre (1983) |         |
| Libre: Juventud Unida de Santa Rosa |           |                 |                       |                        |         |

| Fecha 8                      | Fecha 8   | Fecha 8      | Fecha 8    | Fecha 8                | Fecha 8 |
| Local                        | Resultado | Visitante    | Estadio    | Fecha                  |         |
| ---------------------------- | --------- | ------------ | ---------- | ---------------------- | ------- |
| San Jorge                    | 4 - 3     | Social Rojas | Añatuya    | 22 de diciembre (1983) |         |
| Juventud Unida de Santa Rosa | 0 - 1     | San Martín   | Santa Rosa | 22 de diciembre (1983) |         |
| Libre: Central Córdoba       |           |              |            |                        |         |

| Fecha 9           | Fecha 9   | Fecha 9                      | Fecha 9             | Fecha 9    | Fecha 9 |
| Local             | Resultado | Visitante                    | Estadio             | Fecha      |         |
| ----------------- | --------- | ---------------------------- | ------------------- | ---------- | ------- |
| Social Rojas      | 1 - 4     | Juventud Unida de Santa Rosa | Valle Viejo         | 8 de enero |         |
| Central Córdoba   | 5 - 2     | San Jorge                    | Santiago del Estero | 8 de enero |         |
| Libre: San Martín |           |                              |                     |            |         |

| Fecha 10                     | Fecha 10  | Fecha 10        | Fecha 10              | Fecha 10    | Fecha 10 |
| Local                        | Resultado | Visitante       | Estadio               | Fecha       |          |
| ---------------------------- | --------- | --------------- | --------------------- | ----------- | -------- |
| Juventud Unida de Santa Rosa | 0 - 0     | Central Córdoba | Santa Rosa            | 15 de enero |          |
| San Martín                   | 7 - 0     | Social Rojas    | San Miguel de Tucumán | 15 de enero |          |
| Libre: San Jorge             |           |                 |                       |             |          |

### Subzona B

#### Tabla de posiciones final
| Pos. | Equipo                                           | Pts. | PJ | PG | PE | PP | GF | GC | Dif. |
| ---- | ------------------------------------------------ | ---- | -- | -- | -- | -- | -- | -- | ---- |
| 1.º  | Atlético Ledesma (Libertador General San Martín) | 10   | 8  | 4  | 2  | 2  | 13 | 5  | 8    |
| 2.º  | Independiente (Hipólito Yrigoyen)                | 9    | 8  | 4  | 1  | 3  | 10 | 8  | 2    |
| 3.º  | Gimnasia y Esgrima (San Salvador de Jujuy)       | 9    | 8  | 4  | 1  | 3  | 11 | 13 | −2   |
| 4.º  | Ficoseco (Las Pampitas)                          | 7    | 8  | 2  | 3  | 3  | 6  | 6  | 0    |
| 5.º  | Juventud Antoniana (Salta)                       | 5    | 8  | 1  | 3  | 4  | 10 | 18 | −8   |

|  | Clasificado a la Ronda final Zona 4 |

#### Resultados
| Fecha 1                   | Fecha 1   | Fecha 1          | Fecha 1               | Fecha 1               | Fecha 1 |
| Local                     | Resultado | Visitante        | Estadio               | Fecha                 |         |
| ------------------------- | --------- | ---------------- | --------------------- | --------------------- | ------- |
| Independiente             | 1 - 0     | Ficoseco         | Hipólito Yrigoyen     | 6 de noviembre (1983) |         |
| Gimnasia y Esgrima        | 1 - 0     | Atlético Ledesma | San Salvador de Jujuy | 6 de noviembre (1983) |         |
| Libre: Juventud Antoniana |           |                  |                       |                       |         |

| Fecha 2                 | Fecha 2   | Fecha 2            | Fecha 2      | Fecha 2                | Fecha 2 |
| Local                   | Resultado | Visitante          | Estadio      | Fecha                  |         |
| ----------------------- | --------- | ------------------ | ------------ | ---------------------- | ------- |
| Ficoseco                | 0 - 1     | Gimnasia y Esgrima | Las Pampitas | 13 de noviembre (1983) |         |
| Juventud Antoniana      | 3 - 0     | Independiente      | Salta        | 13 de noviembre (1983) |         |
| Libre: Atlético Ledesma |           |                    |              |                        |         |

| Fecha 3              | Fecha 3   | Fecha 3            | Fecha 3                       | Fecha 3                | Fecha 3 |
| Local                | Resultado | Visitante          | Estadio                       | Fecha                  |         |
| -------------------- | --------- | ------------------ | ----------------------------- | ---------------------- | ------- |
| Gimnasia y Esgrima   | 2 - 1     | Juventud Antoniana | San Salvador de Jujuy         | 20 de noviembre (1983) |         |
| Atlético Ledesma     | 2 - 0     | Ficoseco           | Libertador General San Martín | 20 de noviembre (1983) |         |
| Libre: Independiente |           |                    |                               |                        |         |

| Fecha 4            | Fecha 4   | Fecha 4            | Fecha 4                       | Fecha 4               | Fecha 4 |
| Local              | Resultado | Visitante          | Estadio                       | Fecha                 |         |
| ------------------ | --------- | ------------------ | ----------------------------- | --------------------- | ------- |
| Atlético Ledesma   | 4 - 0     | Juventud Antoniana | Libertador General San Martín | 4 de diciembre (1983) |         |
| Gimnasia y Esgrima | 1 - 0     | Independiente      | San Salvador de Jujuy         | 4 de diciembre (1983) |         |
| Libre: Ficoseco    |           |                    |                               |                       |         |

| Fecha 5                   | Fecha 5   | Fecha 5          | Fecha 5           | Fecha 5               | Fecha 5 |
| Local                     | Resultado | Visitante        | Estadio           | Fecha                 |         |
| ------------------------- | --------- | ---------------- | ----------------- | --------------------- | ------- |
| Independiente             | 1 - 0     | Atlético Ledesma | Hipólito Yrigoyen | 8 de diciembre (1983) |         |
| Juventud Antoniana        | 0 - 0     | Ficoseco         | Salta             | 8 de diciembre (1983) |         |
| Libre: Gimnasia y Esgrima |           |                  |                   |                       |         |

| Fecha 6                   | Fecha 6   | Fecha 6            | Fecha 6                       | Fecha 6                | Fecha 6 |
| Local                     | Resultado | Visitante          | Estadio                       | Fecha                  |         |
| ------------------------- | --------- | ------------------ | ----------------------------- | ---------------------- | ------- |
| Ficoseco                  | 1 - 0     | Independiente      | Las Pampitas                  | 11 de diciembre (1983) |         |
| Atlético Ledesma          | 3 - 2     | Gimnasia y Esgrima | Libertador General San Martín | 11 de diciembre (1983) |         |
| Libre: Juventud Antoniana |           |                    |                               |                        |         |

| Fecha 7                 | Fecha 7   | Fecha 7            | Fecha 7               | Fecha 7                | Fecha 7 |
| Local                   | Resultado | Visitante          | Estadio               | Fecha                  |         |
| ----------------------- | --------- | ------------------ | --------------------- | ---------------------- | ------- |
| Gimnasia y Esgrima      | 0 - 3     | Ficoseco           | San Salvador de Jujuy | 18 de diciembre (1983) |         |
| Independiente           | 4 - 1     | Juventud Antoniana | Hipólito Yrigoyen     | 18 de diciembre (1983) |         |
| Libre: Atlético Ledesma |           |                    |                       |                        |         |

| Fecha 8            | Fecha 8   | Fecha 8            | Fecha 8      | Fecha 8                | Fecha 8 |
| Local              | Resultado | Visitante          | Estadio      | Fecha                  |         |
| ------------------ | --------- | ------------------ | ------------ | ---------------------- | ------- |
| Juventud Antoniana | 3 - 3     | Gimnasia y Esgrima | Salta        | 22 de diciembre (1983) |         |
| Ficoseco           | 0 - 0     | Atlético Ledesma   | Las Pampitas | 22 de diciembre (1983) |         |
| Libre:             |           |                    |              |                        |         |

| Fecha 9            | Fecha 9   | Fecha 9            | Fecha 9           | Fecha 9    | Fecha 9 |
| Local              | Resultado | Visitante          | Estadio           | Fecha      |         |
| ------------------ | --------- | ------------------ | ----------------- | ---------- | ------- |
| Juventud Antoniana | 0 - 3     | Atlético Ledesma   | Salta             | 8 de enero |         |
| Independiente      | 3 - 1     | Gimnasia y Esgrima | Hipólito Yrigoyen | 8 de enero |         |
| Libre: Ficoseco    |           |                    |                   |            |         |

| Fecha 10                  | Fecha 10  | Fecha 10           | Fecha 10                      | Fecha 10    | Fecha 10 |
| Local                     | Resultado | Visitante          | Estadio                       | Fecha       |          |
| ------------------------- | --------- | ------------------ | ----------------------------- | ----------- | -------- |
| Atlético Ledesma          | 1 - 1     | Independiente      | Libertador General San Martín | 15 de enero |          |
| Ficoseco                  | 2 - 2     | Juventud Antoniana | Las Pampitas                  | 15 de enero |          |
| Libre: Gimnasia y Esgrima |           |                    |                               |             |          |

| 1. |

### Ronda final

#### Tabla de posiciones final
| Pos. | Equipo                                           | Pts. | PJ | PG | PE | PP | GF | GC | Dif. |
| ---- | ------------------------------------------------ | ---- | -- | -- | -- | -- | -- | -- | ---- |
| 1.º  | Atlético Ledesma (Libertador General San Martín) | 3    | 2  | 1  | 1  | 0  | 3  | 1  | 2    |
| 2.º  | Central Córdoba (Santiago del Estero)            | 1    | 2  | 0  | 1  | 1  | 1  | 3  | −2   |

|  | Clasificado al Campeonato Nacional 1984 |

| Final             | Final          | Final            | Final                         | Final          | Final          | Final          | Final          | Final          | Final          | Final          | Final          |
| Partido de ida    | Partido de ida | Partido de ida   | Partido de ida                | Partido de ida | Partido de ida | Partido de ida | Partido de ida | Partido de ida | Partido de ida | Partido de ida | Partido de ida |
| Local             | Resultado      | Visitante        | Sede                          | Fecha          |                |                |                |                |                |                |                |
| ----------------- | -------------- | ---------------- | ----------------------------- | -------------- | -------------- | -------------- | -------------- | -------------- | -------------- | -------------- | -------------- |
| Central Córdoba   | 0 - 0          | Atlético Ledesma | Santiago del Estero           | 22 de enero    |                |                |                |                |                |                |                |
| Partido de vuelta |                |                  |                               |                |                |                |                |                |                |                |                |
| Atlético Ledesma  | 3 - 1          | Central Córdoba  | Libertador General San Martín | 29 de enero    |                |                |                |                |                |                |                |

## Zona 5

### Subzona A

#### Tabla de posiciones final
| Pos. | Equipo                              | Pts. | PJ | PG | PE | PP | GF | GC | Dif. |
| ---- | ----------------------------------- | ---- | -- | -- | -- | -- | -- | -- | ---- |
| 1.º  | Unión (General Pinedo)              | 12   | 8  | 5  | 2  | 1  | 21 | 5  | 16   |
| 2.º  | Sarmiento (Resistencia)             | 12   | 8  | 5  | 2  | 1  | 15 | 6  | 9    |
| 3.º  | Sportivo Patria (Formosa)           | 8    | 8  | 3  | 2  | 3  | 17 | 11 | 6    |
| 4.º  | Atlético Alvear (Villa Ángela)      | 4    | 8  | 1  | 2  | 5  | 10 | 21 | −11  |
| 5.º  | Sportivo Pampa (Pampa del Infierno) | 4    | 8  | 1  | 2  | 5  | 13 | 33 | −20  |

|  | Clasificado a la Ronda final Zona 5 |

#### Resultados
| Fecha 1               | Fecha 1   | Fecha 1         | Fecha 1        | Fecha 1               | Fecha 1 |
| Local                 | Resultado | Visitante       | Estadio        | Fecha                 |         |
| --------------------- | --------- | --------------- | -------------- | --------------------- | ------- |
| Unión                 | 0 - 0     | Atlético Alvear | General Pinedo | 6 de noviembre (1983) |         |
| Sarmiento             | 1 - 0     | Sportivo Patria | Resistencia    | 6 de noviembre (1983) |         |
| Libre: Sportivo Pampa |           |                 |                |                       |         |

| Fecha 2          | Fecha 2   | Fecha 2        | Fecha 2      | Fecha 2                | Fecha 2 |
| Local            | Resultado | Visitante      | Estadio      | Fecha                  |         |
| ---------------- | --------- | -------------- | ------------ | ---------------------- | ------- |
| Atlético Alvear  | 3 - 3     | Sportivo Pampa | Villa Ángela | 13 de noviembre (1983) |         |
| Sportivo Patria  | 1 - 1     | Unión          | Formosa      | 13 de noviembre (1983) |         |
| Libre: Sarmiento |           |                |              |                        |         |

| Fecha 3                | Fecha 3   | Fecha 3         | Fecha 3            | Fecha 3                | Fecha 3 |
| Local                  | Resultado | Visitante       | Estadio            | Fecha                  |         |
| ---------------------- | --------- | --------------- | ------------------ | ---------------------- | ------- |
| Sportivo Pampa         | 2 - 3     | Sportivo Patria | Pampa del Infierno | 20 de noviembre (1983) |         |
| Unión                  | 1 - 0     | Sarmiento       | General Pinedo     | 20 de noviembre (1983) |         |
| Libre: Atlético Alvear |           |                 |                    |                        |         |

| Fecha 4         | Fecha 4   | Fecha 4         | Fecha 4     | Fecha 4               | Fecha 4 |
| Local           | Resultado | Visitante       | Estadio     | Fecha                 |         |
| --------------- | --------- | --------------- | ----------- | --------------------- | ------- |
| Sarmiento       | 3 - 3     | Sportivo Pampa  | Resistencia | 4 de diciembre (1983) |         |
| Sportivo Patria | 4 - 1     | Atlético Alvear | Formosa     | 4 de diciembre (1983) |         |
| Libre: Unión    |           |                 |             |                       |         |

| Fecha 5                | Fecha 5   | Fecha 5   | Fecha 5            | Fecha 5               | Fecha 5 |
| Local                  | Resultado | Visitante | Estadio            | Fecha                 |         |
| ---------------------- | --------- | --------- | ------------------ | --------------------- | ------- |
| Atlético Alvear        | 1 - 3     | Sarmiento | Villa Ángela       | 8 de diciembre (1983) |         |
| Sportivo Pampa         | 0 - 3     | Unión     | Pampa del Infierno | 8 de diciembre (1983) |         |
| Libre: Sportivo Patria |           |           |                    |                       |         |

| Fecha 6               | Fecha 6   | Fecha 6   | Fecha 6      | Fecha 6                | Fecha 6 |
| Local                 | Resultado | Visitante | Estadio      | Fecha                  |         |
| --------------------- | --------- | --------- | ------------ | ---------------------- | ------- |
| Atlético Alvear       | 1 - 2     | Unión     | Villa Ángela | 11 de diciembre (1983) |         |
| Sportivo Patria       | 0 - 0     | Sarmiento | Formosa      | 11 de diciembre (1983) |         |
| Libre: Sportivo Pampa |           |           |              |                        |         |

| Fecha 7          | Fecha 7   | Fecha 7         | Fecha 7            | Fecha 7                | Fecha 7 |
| Local            | Resultado | Visitante       | Estadio            | Fecha                  |         |
| ---------------- | --------- | --------------- | ------------------ | ---------------------- | ------- |
| Sportivo Pampa   | 3 - 1     | Atlético Alvear | Pampa del Infierno | 18 de diciembre (1983) |         |
| Unión            | 3 - 1     | Sportivo Patria | General Pinedo     | 18 de diciembre (1983) |         |
| Libre: Sarmiento |           |                 |                    |                        |         |

| Fecha 8                | Fecha 8   | Fecha 8        | Fecha 8     | Fecha 8                | Fecha 8 |
| Local                  | Resultado | Visitante      | Estadio     | Fecha                  |         |
| ---------------------- | --------- | -------------- | ----------- | ---------------------- | ------- |
| Sportivo Patria        | 7 - 1     | Sportivo Pampa | Formosa     | 22 de diciembre (1983) |         |
| Sarmiento              | 1 - 0     | Unión          | Resistencia | 22 de diciembre (1983) |         |
| Libre: Atlético Alvear |           |                |             |                        |         |

| Fecha 9         | Fecha 9   | Fecha 9         | Fecha 9            | Fecha 9    | Fecha 9 |
| Local           | Resultado | Visitante       | Estadio            | Fecha      |         |
| --------------- | --------- | --------------- | ------------------ | ---------- | ------- |
| Sportivo Pampa  | 0 - 2     | Sarmiento       | Pampa del Infierno | 8 de enero |         |
| Atlético Alvear | 2 - 1     | Sportivo Patria | Villa Ángela       | 8 de enero |         |
| Libre: Unión    |           |                 |                    |            |         |

| Fecha 10               | Fecha 10  | Fecha 10        | Fecha 10       | Fecha 10    | Fecha 10 |
| Local                  | Resultado | Visitante       | Estadio        | Fecha       |          |
| ---------------------- | --------- | --------------- | -------------- | ----------- | -------- |
| Sarmiento              | 5 - 1     | Atlético Alvear | Resistencia    | 15 de enero |          |
| Unión                  | 11 - 1    | Sportivo Pampa  | General Pinedo | 15 de enero |          |
| Libre: Sportivo Patria |           |                 |                |             |          |

### Subzona B

#### Tabla de posiciones final
| Pos. | Equipo                                      | Pts. | PJ | PG | PE | PP | GF | GC | Dif. |
| ---- | ------------------------------------------- | ---- | -- | -- | -- | -- | -- | -- | ---- |
| 1.º  | Boca Unidos (Corrientes)                    | 17   | 10 | 8  | 1  | 1  | 20 | 7  | 13   |
| 2.º  | Guaraní (Paso de los Libres)                | 12   | 10 | 5  | 2  | 3  | 21 | 19 | 2    |
| 3.º  | Guaraní Antonio Franco (Posadas)            | 10   | 10 | 4  | 2  | 4  | 20 | 16 | 4    |
| 4.º  | Sportivo Eldorado (Eldorado)                | 9    | 10 | 4  | 1  | 5  | 14 | 17 | −3   |
| 5.º  | Huracán (Goya)                              | 6    | 10 | 3  | 0  | 7  | 18 | 23 | −5   |
| 6.º  | Aristóbulo del Valle (Aristóbulo del Valle) | 6    | 10 | 3  | 0  | 7  | 15 | 26 | −11  |

|  | Clasificado a la Ronda final Zona 5 |

#### Resultados
| Fecha 1                | Fecha 1   | Fecha 1     | Fecha 1  | Fecha 1               | Fecha 1 |
| Local                  | Resultado | Visitante   | Estadio  | Fecha                 |         |
| ---------------------- | --------- | ----------- | -------- | --------------------- | ------- |
| Aristóbulo del Valle   | 3 - 1     | Guaraní     | Oberá    | 6 de noviembre (1983) |         |
| Sportivo Eldorado      | 0 - 1     | Boca Unidos | Eldorado | 6 de noviembre (1983) |         |
| Guaraní Antonio Franco | 3 - 0     | Huracán     | Posadas  | 6 de noviembre (1983) |         |

| Fecha 2     | Fecha 2   | Fecha 2                | Fecha 2            | Fecha 2                | Fecha 2 |
| Local       | Resultado | Visitante              | Estadio            | Fecha                  |         |
| ----------- | --------- | ---------------------- | ------------------ | ---------------------- | ------- |
| Guaraní     | 3 - 3     | Guaraní Antonio Franco | Paso de los Libres | 13 de noviembre (1983) |         |
| Huracán     | 0 - 1     | Sportivo Eldorado      | Goya               | 13 de noviembre (1983) |         |
| Boca Unidos | 3 - 1     | Aristóbulo del Valle   | Corrientes         | 13 de noviembre (1983) |         |

| Fecha 3              | Fecha 3   | Fecha 3                | Fecha 3    | Fecha 3                | Fecha 3 |
| Local                | Resultado | Visitante              | Estadio    | Fecha                  |         |
| -------------------- | --------- | ---------------------- | ---------- | ---------------------- | ------- |
| Boca Unidos          | 2 - 1     | Guaraní                | Corrientes | 20 de noviembre (1983) |         |
| Aristóbulo del Valle | 0 - 2     | Huracán                | Oberá      | 20 de noviembre (1983) |         |
| Sportivo Eldorado    | 2 - 1     | Guaraní Antonio Franco | Eldorado   | 20 de noviembre (1983) |         |

| Fecha 4                | Fecha 4   | Fecha 4              | Fecha 4            | Fecha 4               | Fecha 4 |
| Local                  | Resultado | Visitante            | Estadio            | Fecha                 |         |
| ---------------------- | --------- | -------------------- | ------------------ | --------------------- | ------- |
| Guaraní                | 2 - 2     | Sportivo Eldorado    | Paso de los Libres | 4 de diciembre (1983) |         |
| Guaraní Antonio Franco | 5 - 0     | Aristóbulo del Valle | Posadas            | 4 de diciembre (1983) |         |
| Huracán                | 0 - 2     | Boca Unidos          | Goya               | 4 de diciembre (1983) |         |

| Fecha 5              | Fecha 5   | Fecha 5                | Fecha 5    | Fecha 5               | Fecha 5 |
| Local                | Resultado | Visitante              | Estadio    | Fecha                 |         |
| -------------------- | --------- | ---------------------- | ---------- | --------------------- | ------- |
| Huracán              | 6 - 2     | Guaraní                | Goya       | 8 de diciembre (1983) |         |
| Boca Unidos          | 4 - 0     | Guaraní Antonio Franco | Corrientes | 8 de diciembre (1983) |         |
| Aristóbulo del Valle | 3 - 1     | Sportivo Eldorado      | Oberá      | 8 de diciembre (1983) |         |

| Fecha 6     | Fecha 6   | Fecha 6               | Fecha 6            | Fecha 6                | Fecha 6 |
| Local       | Resultado | Visitante             | Estadio            | Fecha                  |         |
| ----------- | --------- | --------------------- | ------------------ | ---------------------- | ------- |
| Guaraní     | 3 - 2     | Aristóbulo del Valle  | Paso de los Libres | 11 de diciembre (1983) |         |
| Boca Unidos | 1 - 0     | Sportivo Eldorado     | Corrientes         | 11 de diciembre (1983) |         |
| Huracán     | 1 - 3     | Guaraní Antonio Fraco | Goya               | 11 de diciembre (1983) |         |

| Fecha 7                | Fecha 7   | Fecha 7     | Fecha 7  | Fecha 7                | Fecha 7 |
| Local                  | Resultado | Visitante   | Estadio  | Fecha                  |         |
| ---------------------- | --------- | ----------- | -------- | ---------------------- | ------- |
| Guaraní Antonio Franco | 0 - 2     | Guaraní     | Posadas  | 18 de diciembre (1983) |         |
| Sportivo Eldorado      | 3 - 2     | Huracán     | Eldorado | 18 de diciembre (1983) |         |
| Aristóbulo del Valle   | 0 - 2     | Boca Unidos | Oberá    | 18 de diciembre (1983) |         |

| Fecha 8                | Fecha 8   | Fecha 8              | Fecha 8            | Fecha 8                | Fecha 8 |
| Local                  | Resultado | Visitante            | Estadio            | Fecha                  |         |
| ---------------------- | --------- | -------------------- | ------------------ | ---------------------- | ------- |
| Guaraní                | 3 - 0     | Boca Unidos          | Paso de los Libres | 22 de diciembre (1983) |         |
| Huracán                | 5 - 3     | Aristóbulo del Valle | Goya               | 22 de diciembre (1983) |         |
| Guaraní Antonio Franco | 3 - 1     | Sportivo Eldorado    | Posadas            | 22 de diciembre (1983) |         |

| Fecha 9              | Fecha 9   | Fecha 9                | Fecha 9    | Fecha 9    | Fecha 9 |
| Local                | Resultado | Visitante              | Estadio    | Fecha      |         |
| -------------------- | --------- | ---------------------- | ---------- | ---------- | ------- |
| Sportivo Eldorado    | 0 - 3     | Guaraní                | Eldorado   | 8 de enero |         |
| Aristóbulo del Valle | 2 - 1     | Guaraní Antonio Franco | Oberá      | 8 de enero |         |
| Boca Unidos          | 4 - 1     | Huracán                | Corrientes | 8 de enero |         |

| Fecha 10               | Fecha 10  | Fecha 10             | Fecha 10           | Fecha 10    | Fecha 10 |
| Local                  | Resultado | Visitante            | Estadio            | Fecha       |          |
| ---------------------- | --------- | -------------------- | ------------------ | ----------- | -------- |
| Guaraní                | 2 - 1     | Huracán              | Paso de los Libres | 15 de enero |          |
| Guaraní Antonio Franco | 1 - 1     | Boca Unidos          | Posadas            | 15 de enero |          |
| Sportivo Eldorado      | 4 - 1     | Aristóbulo del Valle | Eldorado           | 15 de enero |          |

### Ronda final

#### Tabla de posiciones final
| Pos. | Equipo                   | Pts. | PJ | PG | PE | PP | GF | GC | Dif. |
| ---- | ------------------------ | ---- | -- | -- | -- | -- | -- | -- | ---- |
| 1.º  | Unión (General Pinedo)   | 3    | 2  | 1  | 1  | 0  | 4  | 3  | 1    |
| 2.º  | Boca Unidos (Corrientes) | 1    | 2  | 0  | 1  | 1  | 3  | 4  | −1   |

|  | Clasificado al Campeonato Nacional 1984 |

| Final             | Final          | Final          | Final               | Final          | Final          | Final          | Final          | Final          | Final          | Final          | Final          |
| Partido de ida    | Partido de ida | Partido de ida | Partido de ida      | Partido de ida | Partido de ida | Partido de ida | Partido de ida | Partido de ida | Partido de ida | Partido de ida | Partido de ida |
| Local             | Resultado      | Visitante      | Sede                | Fecha          |                |                |                |                |                |                |                |
| ----------------- | -------------- | -------------- | ------------------- | -------------- | -------------- | -------------- | -------------- | -------------- | -------------- | -------------- | -------------- |
| Unión             | 0 - 0          | Boca Unidos    | Charata             | 22 de enero    |                |                |                |                |                |                |                |
| Partido de vuelta |                |                |                     |                |                |                |                |                |                |                |                |
| Boca Unidos       | 3 - 4          | Unión          | Corrientes (Lipton) | 29 de enero    |                |                |                |                |                |                |                |

## Zona 6

### Subzona A

#### Tabla de posiciones final
| Pos. | Equipo                                    | Pts. | PJ | PG | PE | PP | GF | GC | Dif. |
| ---- | ----------------------------------------- | ---- | -- | -- | -- | -- | -- | -- | ---- |
| 1.º  | Atlético Uruguay (Concepción del Uruguay) | 13   | 8  | 6  | 1  | 1  | 15 | 7  | 8    |
| 2.º  | Atlético Paraná (Paraná)                  | 12   | 8  | 6  | 0  | 2  | 20 | 9  | 11   |
| 3.º  | Libertad (Concordia)                      | 8    | 8  | 4  | 0  | 4  | 21 | 17 | 4    |
| 4.º  | San José (San José)                       | 4    | 8  | 2  | 0  | 6  | 10 | 19 | −9   |
| 5.º  | Racing (Gualeguaychú)                     | 3    | 8  | 1  | 1  | 6  | 9  | 23 | −14  |

|  | Clasificado a la Ronda final Zona 6 |

#### Resultados
| Fecha 1         | Fecha 1   | Fecha 1          | Fecha 1 | Fecha 1               | Fecha 1 |
| Local           | Resultado | Visitante        | Estadio | Fecha                 |         |
| --------------- | --------- | ---------------- | ------- | --------------------- | ------- |
| Atlético Paraná | 2 - 0     | Atlético Uruguay | Paraná  | 6 de noviembre (1983) |         |
| San José        | 2 - 0     | Racing           | Colón   | 6 de noviembre (1983) |         |
| Libre: Libertad |           |                  |         |                       |         |

| Fecha 2          | Fecha 2   | Fecha 2         | Fecha 2                | Fecha 2                | Fecha 2 |
| Local            | Resultado | Visitante       | Estadio                | Fecha                  |         |
| ---------------- | --------- | --------------- | ---------------------- | ---------------------- | ------- |
| Libertad         | 3 - 2     | Atlético Paraná | Concordia              | 13 de noviembre (1983) |         |
| Atlético Uruguay | 3 - 1     | San José        | Concepción del Uruguay | 13 de noviembre (1983) |         |
| Libre: Racing    |           |                 |                        |                        |         |

| Fecha 3                | Fecha 3   | Fecha 3   | Fecha 3                | Fecha 3                | Fecha 3 |
| Local                  | Resultado | Visitante | Estadio                | Fecha                  |         |
| ---------------------- | --------- | --------- | ---------------------- | ---------------------- | ------- |
| Atlético Uruguay       | 1 - 1     | Racing    | Concepción del Uruguay | 20 de noviembre (1983) |         |
| San José               | 2 - 1     | Libertad  | Colón                  | 20 de noviembre (1983) |         |
| Libre: Atlético Paraná |           |           |                        |                        |         |

| Fecha 4         | Fecha 4   | Fecha 4          | Fecha 4      | Fecha 4               | Fecha 4 |
| Local           | Resultado | Visitante        | Estadio      | Fecha                 |         |
| --------------- | --------- | ---------------- | ------------ | --------------------- | ------- |
| Racing          | 0 - 3     | Atlético Paraná  | Gualeguaychú | 4 de diciembre (1983) |         |
| Libertad        | 1 - 2     | Atlético Uruguay | Concordia    | 4 de diciembre (1983) |         |
| Libre: San José |           |                  |              |                       |         |

| Fecha 5                 | Fecha 5   | Fecha 5         | Fecha 5   | Fecha 5               | Fecha 5 |
| Local                   | Resultado | Visitante       | Estadio   | Fecha                 |         |
| ----------------------- | --------- | --------------- | --------- | --------------------- | ------- |
| Libertad                | 4 - 1     | Racing          | Concordia | 8 de diciembre (1983) |         |
| San José                | 0 - 2     | Atlético Paraná | Colón     | 8 de diciembre (1983) |         |
| Libre: Atlético Uruguay |           |                 |           |                       |         |

| Fecha 6          | Fecha 6   | Fecha 6         | Fecha 6                | Fecha 6                | Fecha 6 |
| Local            | Resultado | Visitante       | Estadio                | Fecha                  |         |
| ---------------- | --------- | --------------- | ---------------------- | ---------------------- | ------- |
| Atlético Uruguay | 2 - 0     | Atlético Paraná | Concepción del Uruguay | 11 de diciembre (1983) |         |
| Racing           | 4 - 0     | San José        | Gualeguaychú           | 11 de diciembre (1983) |         |
| Libre: Libertad  |           |                 |                        |                        |         |

| Fecha 7         | Fecha 7   | Fecha 7          | Fecha 7 | Fecha 7                | Fecha 7 |
| Local           | Resultado | Visitante        | Estadio | Fecha                  |         |
| --------------- | --------- | ---------------- | ------- | ---------------------- | ------- |
| Atlético Paraná | 3 - 1     | Libertad         | Paraná  | 18 de diciembre (1983) |         |
| San José        | 1 - 2     | Atlético Uruguay | Colón   | 18 de diciembre (1983) |         |
| Libre: Racing   |           |                  |         |                        |         |

| Fecha 8                | Fecha 8   | Fecha 8          | Fecha 8      | Fecha 8                | Fecha 8 |
| Local                  | Resultado | Visitante        | Estadio      | Fecha                  |         |
| ---------------------- | --------- | ---------------- | ------------ | ---------------------- | ------- |
| Racing                 | 0 - 2     | Atlético Uruguay | Gualeguaychú | 22 de diciembre (1983) |         |
| Libertad               | 3 - 2     | San José         | Concordia    | 22 de diciembre (1983) |         |
| Libre: Atlético Paraná |           |                  |              |                        |         |

| Fecha 9          | Fecha 9   | Fecha 9   | Fecha 9                | Fecha 9    | Fecha 9 |
| Local            | Resultado | Visitante | Estadio                | Fecha      |         |
| ---------------- | --------- | --------- | ---------------------- | ---------- | ------- |
| Atlético Paraná  | 4 - 1     | Racing    | Paraná                 | 8 de enero |         |
| Atlético Uruguay | 3 - 1     | Libertad  | Concepción del Uruguay | 8 de enero |         |
| Libre: San José  |           |           |                        |            |         |

| Fecha 10                | Fecha 10  | Fecha 10  | Fecha 10     | Fecha 10    | Fecha 10 |
| Local                   | Resultado | Visitante | Estadio      | Fecha       |          |
| ----------------------- | --------- | --------- | ------------ | ----------- | -------- |
| Racing                  | 2 - 7     | Libertad  | Gualeguaychú | 15 de enero |          |
| Atlético Paraná         | 4 - 2     | San José  | Paraná       | 15 de enero |          |
| Libre: Atlético Uruguay |           |           |              |             |          |

### Subzona B

#### Subzona B1

##### Tabla de posiciones final
| Pos. | Equipo                        | Pts. | PJ | PG | PE | PP | GF | GC | Dif. |
| ---- | ----------------------------- | ---- | -- | -- | -- | -- | -- | -- | ---- |
| 1.º  | Renato Cesarini (Rosario)     | 9    | 6  | 4  | 1  | 1  | 19 | 8  | 11   |
| 2.º  | Atlético Rafaela (Rafaela)    | 9    | 6  | 4  | 1  | 1  | 11 | 10 | 1    |
| 3.º  | Racing (Reconquista)          | 6    | 6  | 2  | 2  | 2  | 13 | 12 | 1    |
| 4.º  | Gimnasia y Esgrima (Santa Fe) | 0    | 6  | 0  | 0  | 6  | 0  | 13 | −13  |

|  | Clasificado a la Ronda final Zona 6 - Subzona B |

##### Resultados
| Fecha 1            | Fecha 1   | Fecha 1          | Fecha 1  | Fecha 1               | Fecha 1 |
| Local              | Resultado | Visitante        | Estadio  | Fecha                 |         |
| ------------------ | --------- | ---------------- | -------- | --------------------- | ------- |
| Gimnasia y Esgrima | 0 - 2     | Racing           | Santa Fe | 6 de noviembre (1983) |         |
| Renato Cesarini    | 3 - 0     | Atlético Rafaela | Rosario  | 6 de noviembre (1983) |         |

| Fecha 2          | Fecha 2   | Fecha 2            | Fecha 2     | Fecha 2                | Fecha 2 |
| Local            | Resultado | Visitante          | Estadio     | Fecha                  |         |
| ---------------- | --------- | ------------------ | ----------- | ---------------------- | ------- |
| Racing           | 4 - 4     | Renato Cesarini    | Reconquista | 13 de noviembre (1983) |         |
| Atlético Rafaela | 1 - 0     | Gimnasia y Esgrima | Rafaela     | 13 de noviembre (1983) |         |

| Fecha 3         | Fecha 3   | Fecha 3            | Fecha 3     | Fecha 3                | Fecha 3 |
| Local           | Resultado | Visitante          | Estadio     | Fecha                  |         |
| --------------- | --------- | ------------------ | ----------- | ---------------------- | ------- |
| Racing          | 2 - 3     | Atlético Rafaela   | Reconquista | 20 de noviembre (1983) |         |
| Renato Cesarini | 5 - 0     | Gimnasia y Esgrima | Rosario     | 20 de noviembre (1983) |         |

| Fecha 4          | Fecha 4   | Fecha 4            | Fecha 4     | Fecha 4               | Fecha 4 |
| Local            | Resultado | Visitante          | Estadio     | Fecha                 |         |
| ---------------- | --------- | ------------------ | ----------- | --------------------- | ------- |
| Racing           | 1 - 0     | Gimnasia y Esgrima | Reconquista | 4 de diciembre (1983) |         |
| Atlético Rafaela | 3 - 2     | Renato Cesarini    | Rafaela     | 4 de diciembre (1983) |         |

| Fecha 5            | Fecha 5   | Fecha 5          | Fecha 5  | Fecha 5               | Fecha 5 |
| Local              | Resultado | Visitante        | Estadio  | Fecha                 |         |
| ------------------ | --------- | ---------------- | -------- | --------------------- | ------- |
| Renato Cesarini    | 2 - 1     | Racing           | Rosario  | 8 de diciembre (1983) |         |
| Gimnasia y Esgrima | 0 - 1     | Atlético Rafaela | Santa Fe | 8 de diciembre (1983) |         |

| Fecha 6            | Fecha 6   | Fecha 6         | Fecha 6  | Fecha 6                | Fecha 6 |
| Local              | Resultado | Visitante       | Estadio  | Fecha                  |         |
| ------------------ | --------- | --------------- | -------- | ---------------------- | ------- |
| Atlético Rafaela   | 3 - 3     | Racing          | Rafaela  | 11 de diciembre (1983) |         |
| Gimnasia y Esgrima | 0 - 3     | Renato Cesarini | Santa Fe | 11 de diciembre (1983) |         |

#### Subzona B2

##### Tabla de posiciones final
| Pos. | Equipo                              | Pts. | PJ | PG | PE | PP | GF | GC | Dif. |
| ---- | ----------------------------------- | ---- | -- | -- | -- | -- | -- | -- | ---- |
| 1.º  | Huracán (Chabás)                    | 11   | 6  | 5  | 1  | 0  | 12 | 3  | 9    |
| 2.º  | Argentino (Firmat)                  | 5    | 6  | 2  | 1  | 3  | 11 | 11 | 0    |
| 3.º  | Defensores Talleres (Venado Tuerto) | 5    | 6  | 2  | 1  | 3  | 8  | 10 | −2   |
| 4.º  | Centenario (San José de la Esquina) | 3    | 6  | 1  | 1  | 4  | 6  | 13 | −7   |

|  | Clasificado a la Ronda final Zona 6 - Subzona B |

##### Resultados
| Fecha 1             | Fecha 1   | Fecha 1    | Fecha 1       | Fecha 1               | Fecha 1 |
| Local               | Resultado | Visitante  | Estadio       | Fecha                 |         |
| ------------------- | --------- | ---------- | ------------- | --------------------- | ------- |
| Defensores Talleres | 2 - 1     | Centenario | Venado Tuerto | 6 de noviembre (1983) |         |
| Argentino           | 1 - 1     | Huracán    | Firmat        | 6 de noviembre (1983) |         |

| Fecha 2    | Fecha 2   | Fecha 2             | Fecha 2                | Fecha 2                | Fecha 2 |
| Local      | Resultado | Visitante           | Estadio                | Fecha                  |         |
| ---------- | --------- | ------------------- | ---------------------- | ---------------------- | ------- |
| Centenario | 0 - 2     | Huracán             | San José de la Esquina | 13 de noviembre (1983) |         |
| Argentino  | 2 - 1     | Defensores Talleres | Firmat                 | 13 de noviembre (1983) |         |

| Fecha 3    | Fecha 3   | Fecha 3             | Fecha 3                | Fecha 3                | Fecha 3 |
| Local      | Resultado | Visitante           | Estadio                | Fecha                  |         |
| ---------- | --------- | ------------------- | ---------------------- | ---------------------- | ------- |
| Huracán    | 2 - 0     | Defensores Talleres | Chabás                 | 20 de noviembre (1983) |         |
| Centenario | 3 - 0     | Argentino           | San José de la Esquina | 20 de noviembre (1983) |         |

| Fecha 4             | Fecha 4   | Fecha 4    | Fecha 4       | Fecha 4               | Fecha 4 |
| Local               | Resultado | Visitante  | Estadio       | Fecha                 |         |
| ------------------- | --------- | ---------- | ------------- | --------------------- | ------- |
| Huracán             | 1 - 0     | Centenario | Chabás        | 4 de diciembre (1983) |         |
| Defensores Talleres | 2 - 0     | Argentino  | Venado Tuerto | 4 de diciembre (1983) |         |

| Fecha 5    | Fecha 5   | Fecha 5             | Fecha 5                | Fecha 5               | Fecha 5 |
| Local      | Resultado | Visitante           | Estadio                | Fecha                 |         |
| ---------- | --------- | ------------------- | ---------------------- | --------------------- | ------- |
| Centenario | 1 - 1     | Defensores Talleres | San José de la Esquina | 8 de diciembre (1983) |         |
| Huracán    | 3 - 0     | Argentino           | Chabás                 | 8 de diciembre (1983) |         |

| Fecha 6             | Fecha 6   | Fecha 6    | Fecha 6       | Fecha 6                | Fecha 6 |
| Local               | Resultado | Visitante  | Estadio       | Fecha                  |         |
| ------------------- | --------- | ---------- | ------------- | ---------------------- | ------- |
| Defensores Talleres | 2 - 3     | Huracán    | Venado Tuerto | 11 de diciembre (1983) |         |
| Argentino           | 7 - 1     | Centenario | Firmat        | 11 de diciembre (1983) |         |

#### Subzona B Ronda final

##### Tabla de posiciones final
| Pos. | Equipo                    | Pts. | PJ | PG | PE | PP | GF | GC | Dif. |
| ---- | ------------------------- | ---- | -- | -- | -- | -- | -- | -- | ---- |
| 1.º  | Renato Cesarini (Rosario) | 4    | 2  | 2  | 0  | 0  | 8  | 0  | 8    |
| 2.º  | Huracán (Chabás)          | 0    | 2  | 0  | 0  | 2  | 0  | 7  | −7   |

|  | Clasificado a la Ronda final Zona 6 |

| Final             | Final          | Final           | Final          | Final          | Final          | Final          | Final          | Final          | Final          | Final          | Final          |
| Partido de ida    | Partido de ida | Partido de ida  | Partido de ida | Partido de ida | Partido de ida | Partido de ida | Partido de ida | Partido de ida | Partido de ida | Partido de ida | Partido de ida |
| Local             | Resultado      | Visitante       | Sede           | Fecha          |                |                |                |                |                |                |                |
| ----------------- | -------------- | --------------- | -------------- | -------------- | -------------- | -------------- | -------------- | -------------- | -------------- | -------------- | -------------- |
| Renato Cesarini   | 7 - 0          | Huracán         | Rosario        | 8 de enero     |                |                |                |                |                |                |                |
| Partido de vuelta |                |                 |                |                |                |                |                |                |                |                |                |
| Huracán           | 0 - 1          | Renato Cesarini | Chabás         | 15 de enero    |                |                |                |                |                |                |                |

### Ronda final Zona 6

#### Tabla de posiciones final
| Pos. | Equipo                                    | Pts. | PJ | PG | PE | PP | GF | GC | Dif. |
| ---- | ----------------------------------------- | ---- | -- | -- | -- | -- | -- | -- | ---- |
| 1.º  | Atlético Uruguay (Concepción del Uruguay) | 2    | 2  | 1  | 0  | 1  | 2  | 2  | 0    |
| 2.º  | Renato Cesarini (Rosario)                 | 2    | 2  | 1  | 0  | 1  | 2  | 2  | 0    |

|  | Clasificado al Campeonato Nacional 1984 |

| Final             | Final          | Final               | Final                  | Final          | Final          | Final          | Final          | Final          | Final          | Final          | Final          |
| Partido de ida    | Partido de ida | Partido de ida      | Partido de ida         | Partido de ida | Partido de ida | Partido de ida | Partido de ida | Partido de ida | Partido de ida | Partido de ida | Partido de ida |
| Local             | Resultado      | Visitante           | Sede                   | Fecha          |                |                |                |                |                |                |                |
| ----------------- | -------------- | ------------------- | ---------------------- | -------------- | -------------- | -------------- | -------------- | -------------- | -------------- | -------------- | -------------- |
| Atlético Uruguay  | 1 - 0          | Renato Cesarini     | Concepción del Uruguay | 22 de enero    |                |                |                |                |                |                |                |
| Partido de vuelta |                |                     |                        |                |                |                |                |                |                |                |                |
| Renato Cesarini   | 2 - 1          | Atlético Uruguay(v) | Rosario                | 28 de enero    |                |                |                |                |                |                |                |

| 1. |

## Clasificados al Campeonato Nacional 1984
- Atlético Ledesma
- Atlético Uruguay
- Estudiantes (Río Cuarto)
- Ferro (General Pico)
- Olimpo
- Unión (General Pinedo)